# ITF Women's Circuit 2004
L'ITF Women's Circuit 2004 è stata una serie di tornei gestita dall'organo internazionale del tennis, l'ITF. Lo scopo di questi tornei è quello di permettere, in particolare alle giovani tenniste, di migliorare la loro classifica per giocare in tornei più importanti. L'ITF Women's Circuit comprende tornei che hanno montepremi che vanno dai 10 000 ai 100 000 dollari.

## Gennaio
| Settimana  | Torneo | Vincitrice                                          | Finalista                                   | Semifinaliste                     | Quarti di finale                                                    |
| ---------- | --- | --------------------------------------------------- | ------------------------------------------- | --------------------------------- | ------------------------------------------------------------------- |
| 12 gennaio | Westgate Printing Grand Slam Futures Tampa Bay 2004 Tampa, Stati Uniti Cemento $10 000 Singolare - Doppio | Liu Nannan 6-3, 6-1                                 | Kristen Schlukebir                          | Kelly McCain Milangela Morales    | Alisa Klejbanova Sunitha Rao Salome Devidze Tiffany Dabek           |
| 12 gennaio | Westgate Printing Grand Slam Futures Tampa Bay 2004 Tampa, Stati Uniti Cemento $10 000 Singolare - Doppio | Alisa Klejbanova Mayumi Yamamoto 6-2, 6-4           | Milangela Morales Sunitha Rao               | Kelly McCain Milangela Morales    | Alisa Klejbanova Sunitha Rao Salome Devidze Tiffany Dabek           |
| 12 gennaio | ITF Women's Circuit Dubai 2004 Dubai, Emirati Arabi Uniti Cemento $10 000 Singolare - Doppio              | Hana Šromová 4-6, 7-5, 6-3                          | Gul'nara Fattachetdinova                    | Ol'ga Panova Daniela Klemenschits | Jennifer Schmidt Helena Norfeldt Leonie Mekel Sandra Klemenschits   |
| 12 gennaio | ITF Women's Circuit Dubai 2004 Dubai, Emirati Arabi Uniti Cemento $10 000 Singolare - Doppio              | Gul'nara Fattachetdinova Hana Šromová 6-3, 4-6, 6-4 | Daniela Klemenschits Sandra Klemenschits    | Ol'ga Panova Daniela Klemenschits | Jennifer Schmidt Helena Norfeldt Leonie Mekel Sandra Klemenschits   |
| 12 gennaio | Sree Nidhi ITF $10,000 Womens Tennis Tournament 2004 Hyderabad, India Cemento $10,000 Singolare - Doppio  | Sandy Gumulya 6-1, 6-3                              | Rushmi Chakravarthi                         | Ankita Bhambri Tomoyo Takagishi   | Isha Lakhani Giorgia Mortello Sai-Jayalakshmy Jayaram Lisa Tognetti |
| 12 gennaio | Sree Nidhi ITF $10,000 Womens Tennis Tournament 2004 Hyderabad, India Cemento $10,000 Singolare - Doppio  | Isha Lakhani Meghha Vakaria 7-5, 5-7, 6-3           | Rushmi Chakravarthi Sai-Jayalakshmy Jayaram | Ankita Bhambri Tomoyo Takagishi   | Isha Lakhani Giorgia Mortello Sai-Jayalakshmy Jayaram Lisa Tognetti |
| 19 gennaio | Challenger of Boca Raton 2004 Boca Raton, USA Cemento $10,000                                             |                                                     |                                             |                                   |                                                                     |
| 19 gennaio | Challenger of Boca Raton 2004 Boca Raton, USA Cemento $10,000                                             |                                                     |                                             |                                   |                                                                     |
| 19 gennaio | ITF Women's Circuit Hull 2004 Hull, Gran Bretagna Cemento $10,000                                         |                                                     |                                             |                                   |                                                                     |
| 19 gennaio | ITF Women's Circuit Hull 2004 Hull, Gran Bretagna Cemento $10,000                                         |                                                     |                                             |                                   |                                                                     |
| 19 gennaio | Open GDF Suez De L'Isere 2004 Grenoble, Francia Cemento $10,000                                           |                                                     |                                             |                                   |                                                                     |
| 19 gennaio | Open GDF Suez De L'Isere 2004 Grenoble, Francia Cemento $10,000                                           |                                                     |                                             |                                   |                                                                     |
| 19 gennaio | Bahrain Women's Circuit 2004 Manama, Bahrein Cemento $10,000                                              |                                                     |                                             |                                   |                                                                     |
| 19 gennaio | Bahrain Women's Circuit 2004 Manama, Bahrein Cemento $10,000                                              |                                                     |                                             |                                   |                                                                     |
| 19 gennaio | ITF Women's Circuit New Delhi 2004 Nuova Delhi, India Cemento $10,000                                     |                                                     |                                             |                                   |                                                                     |
| 19 gennaio | ITF Women's Circuit New Delhi 2004 Nuova Delhi, India Cemento $10,000                                     |                                                     |                                             |                                   |                                                                     |
| 26 gennaio | Waikoloa Championships 2004 Waikoloa, USA Cemento $50,000                                                 |                                                     |                                             |                                   |                                                                     |
| 26 gennaio | Waikoloa Championships 2004 Waikoloa, USA Cemento $50,000                                                 |                                                     |                                             |                                   |                                                                     |
| 26 gennaio | Open GDF Suez de Belfort 2004 Belfort, Francia Cemento $25,000                                            |                                                     |                                             |                                   |                                                                     |
| 26 gennaio | Open GDF Suez de Belfort 2004 Belfort, Francia Cemento $25,000                                            |                                                     |                                             |                                   |                                                                     |
| 26 gennaio | Challenger of Boca Raton 2004 Boca Raton, USA Cemento $10,000                                             |                                                     |                                             |                                   |                                                                     |
| 26 gennaio | Challenger of Boca Raton 2004 Boca Raton, USA Cemento $10,000                                             |                                                     |                                             |                                   |                                                                     |
| 26 gennaio | AEGON Pro Series Tipton 2004 Tipton, Gran Bretagna Cemento $10,000                                        |                                                     |                                             |                                   |                                                                     |
| 26 gennaio | AEGON Pro Series Tipton 2004 Tipton, Gran Bretagna Cemento $10,000                                        |                                                     |                                             |                                   |                                                                     |
| 26 gennaio | Città di Bergamo 2004 Bergamo, Italia Sintetico $25,000                                                   |                                                     |                                             |                                   |                                                                     |
| 26 gennaio | Città di Bergamo 2004 Bergamo, Italia Sintetico $25,000                                                   |                                                     |                                             |                                   |                                                                     |

## Febbraio
| Settimana   | Torneo                                                                            | Vincitrice | Finalista | Semifinaliste | Quarti di finale |
| ----------- | --------------------------------------------------------------------------------- | ---------- | --------- | ------------- | ---------------- |
| 2 febbraio  | ITF Women's Circuit Rockford 2004 Rockford, USA Cemento $25,000                   |            |           |               |                  |
| 2 febbraio  | ITF Women's Circuit Rockford 2004 Rockford, USA Cemento $25,000                   |            |           |               |                  |
| 2 febbraio  | Internazionali Tennis Val Gardena Südtirol 2004 Ortisei, Italia Sintetico $75,000 |            |           |               |                  |
| 2 febbraio  | Internazionali Tennis Val Gardena Südtirol 2004 Ortisei, Italia Sintetico $75,000 |            |           |               |                  |
| 2 febbraio  | Vale do Lobo Ladies Open 2004 Vale do Lobo, Portogallo Cemento $10,000            |            |           |               |                  |
| 2 febbraio  | Vale do Lobo Ladies Open 2004 Vale do Lobo, Portogallo Cemento $10,000            |            |           |               |                  |
| 2 febbraio  | ITF Women's Circuit Wellington 2004 Wellington, Nuova Zelanda Cemento $10,000     |            |           |               |                  |
| 2 febbraio  | ITF Women's Circuit Wellington 2004 Wellington, Nuova Zelanda Cemento $10,000     |            |           |               |                  |
| 9 febbraio  | Albufeira Ladies Open 2004 Albufeira, Portogallo Cemento $10,000                  |            |           |               |                  |
| 9 febbraio  | Albufeira Ladies Open 2004 Albufeira, Portogallo Cemento $10,000                  |            |           |               |                  |
| 9 febbraio  | BGZ Cup 2004 Varsavia, Polonia Sintetico $25,000                                  |            |           |               |                  |
| 9 febbraio  | BGZ Cup 2004 Varsavia, Polonia Sintetico $25,000                                  |            |           |               |                  |
| 9 febbraio  | Dow Corning Tennis Classic 2004 Midland, USA Cemento $75,000                      |            |           |               |                  |
| 9 febbraio  | Dow Corning Tennis Classic 2004 Midland, USA Cemento $75,000                      |            |           |               |                  |
| 9 febbraio  | Torneo Mallorca I 2004 Maiorca, Spagna Terra rossa $10,000                        |            |           |               |                  |
| 9 febbraio  | Torneo Mallorca I 2004 Maiorca, Spagna Terra rossa $10,000                        |            |           |               |                  |
| 9 febbraio  | AEGON Pro Series Sunderland 2004 Sunderland, Gran Bretagna Cemento $25,000        |            |           |               |                  |
| 9 febbraio  | AEGON Pro Series Sunderland 2004 Sunderland, Gran Bretagna Cemento $25,000        |            |           |               |                  |
| 16 febbraio | ITF Women's Circuit Columbus 2004 Columbus, USA Cemento $25,000                   |            |           |               |                  |
| 16 febbraio | ITF Women's Circuit Columbus 2004 Columbus, USA Cemento $25,000                   |            |           |               |                  |
| 16 febbraio | Internazionali della Franciacorta 2004 Capriolo, Italia Sintetico $10,000         |            |           |               |                  |
| 16 febbraio | Internazionali della Franciacorta 2004 Capriolo, Italia Sintetico $10,000         |            |           |               |                  |
| 16 febbraio | AEGON Pro Series Redbridge 2004 Redbridge, Gran Bretagna Cemento $25,000          |            |           |               |                  |
| 16 febbraio | AEGON Pro Series Redbridge 2004 Redbridge, Gran Bretagna Cemento $25,000          |            |           |               |                  |
| 16 febbraio | Torneo Mallorca II 2004 Maiorca, Spagna Terra rossa $10,000                       |            |           |               |                  |
| 16 febbraio | Torneo Mallorca II 2004 Maiorca, Spagna Terra rossa $10,000                       |            |           |               |                  |
| 16 febbraio | Portimao Tivoli Ladies Open 2004 Portimão, Portogallo Cemento $10,000             |            |           |               |                  |
| 16 febbraio | Portimao Tivoli Ladies Open 2004 Portimão, Portogallo Cemento $10,000             |            |           |               |                  |
| 23 febbraio | American Family Mortgage 2004 Saint Paul, USA Cemento $50,000                     |            |           |               |                  |
| 23 febbraio | American Family Mortgage 2004 Saint Paul, USA Cemento $50,000                     |            |           |               |                  |
| 23 febbraio | William Loud Bendigo International 2004 Bendigo, Australia Cemento $25,000        |            |           |               |                  |
| 23 febbraio | William Loud Bendigo International 2004 Bendigo, Australia Cemento $25,000        |            |           |               |                  |
| 23 febbraio | ITF Women's Circuit Benin City 2004 Benin City, Nigeria Cemento $10,000           |            |           |               |                  |
| 23 febbraio | ITF Women's Circuit Benin City 2004 Benin City, Nigeria Cemento $10,000           |            |           |               |                  |
| 23 febbraio | Ciudad de Las Palmas 2004 Las Palmas de Gran Canaria, Spagna Terra rossa $10,000  |            |           |               |                  |
| 23 febbraio | Ciudad de Las Palmas 2004 Las Palmas de Gran Canaria, Spagna Terra rossa $10,000  |            |           |               |                  |

## Marzo
| Settimana | Torneo                                                                                      | Vincitrice | Finalista | Semifinaliste | Quarti di finale |
| --------- | ------------------------------------------------------------------------------------------- | ---------- | --------- | ------------- | ---------------- |
| 1º marzo  | ITF Women's Circuit Benin City 2004 Benin City, Nigeria Cemento $10,000                     |            |           |               |                  |
| 1º marzo  | ITF Women's Circuit Benin City 2004 Benin City, Nigeria Cemento $10,000                     |            |           |               |                  |
| 1º marzo  | ITF Women's Circuit Warrnambool 2004 Warrnambool, Australia Erba $10,000                    |            |           |               |                  |
| 1º marzo  | ITF Women's Circuit Warrnambool 2004 Warrnambool, Australia Erba $10,000                    |            |           |               |                  |
| 1º marzo  | ITF Women's Circuit Melilla 2004 Melilla, Spagna Cemento $10,000                            |            |           |               |                  |
| 1º marzo  | ITF Women's Circuit Melilla 2004 Melilla, Spagna Cemento $10,000                            |            |           |               |                  |
| 1º marzo  | Internationale Badische Damen Hallenmeisterschaften 2004 Buchen, Germania Sintetico $10,000 |            |           |               |                  |
| 1º marzo  | Internationale Badische Damen Hallenmeisterschaften 2004 Buchen, Germania Sintetico $10,000 |            |           |               |                  |
| 8 marzo   | ITF Women's Circuit Rome-Eur 2004 Roma, Italia Terra rossa $10,000                          |            |           |               |                  |
| 8 marzo   | ITF Women's Circuit Rome-Eur 2004 Roma, Italia Terra rossa $10,000                          |            |           |               |                  |
| 8 marzo   | ITF Women's Circuit Benalla 2004 Benalla, Australia Erba $10,000                            |            |           |               |                  |
| 8 marzo   | ITF Women's Circuit Benalla 2004 Benalla, Australia Erba $10,000                            |            |           |               |                  |
| 15 marzo  | ITF Women's Circuit Orange 2004 Orange, USA Cemento $50,000                                 |            |           |               |                  |
| 15 marzo  | ITF Women's Circuit Orange 2004 Orange, USA Cemento $50,000                                 |            |           |               |                  |
| 15 marzo  | Ciudad de Castellon 2004 Castellón de la Plana, Spagna Terra rossa $25,000                  |            |           |               |                  |
| 15 marzo  | Ciudad de Castellon 2004 Castellón de la Plana, Spagna Terra rossa $25,000                  |            |           |               |                  |
| 15 marzo  | ITF Women's Circuit Yarrawonga 2004 Yarrawonga, Australia Erba $10,000                      |            |           |               |                  |
| 15 marzo  | ITF Women's Circuit Yarrawonga 2004 Yarrawonga, Australia Erba $10,000                      |            |           |               |                  |
| 15 marzo  | Internationaux Féminins d'Amiens 2004 Amiens, Francia Terra rossa $10,000                   |            |           |               |                  |
| 15 marzo  | Internationaux Féminins d'Amiens 2004 Amiens, Francia Terra rossa $10,000                   |            |           |               |                  |
| 15 marzo  | Torneo Tennis Club Lanciani 2004 Roma, Italia Terra rossa $10,000                           |            |           |               |                  |
| 15 marzo  | Torneo Tennis Club Lanciani 2004 Roma, Italia Terra rossa $10,000                           |            |           |               |                  |
| 15 marzo  | Israel Womens Circuit 2004 Ramat HaSharon, Israele Cemento $10,000                          |            |           |               |                  |
| 15 marzo  | Israel Womens Circuit 2004 Ramat HaSharon, Israele Cemento $10,000                          |            |           |               |                  |
| 22 marzo  | Xenia Athens Open 2004 Atene, Grecia Cemento $25,000                                        |            |           |               |                  |
| 22 marzo  | Xenia Athens Open 2004 Atene, Grecia Cemento $25,000                                        |            |           |               |                  |
| 22 marzo  | Internacional Studio Paloma-Elda 2004 Elda, Spagna Terra rossa $10,000                      |            |           |               |                  |
| 22 marzo  | Internacional Studio Paloma-Elda 2004 Elda, Spagna Terra rossa $10,000                      |            |           |               |                  |
| 22 marzo  | ITF Women's Circuit Yarrawonga 2004 Yarrawonga, Australia Erba $10,000                      |            |           |               |                  |
| 22 marzo  | ITF Women's Circuit Yarrawonga 2004 Yarrawonga, Australia Erba $10,000                      |            |           |               |                  |
| 22 marzo  | Odorisio Cup Tennis Club Parioli 2004 Roma-Parioli, Italia Terra rossa $10,000              |            |           |               |                  |
| 22 marzo  | Odorisio Cup Tennis Club Parioli 2004 Roma-Parioli, Italia Terra rossa $10,000              |            |           |               |                  |
| 22 marzo  | ITF Women's Circuit Cairo 2004 Il Cairo, Egitto Terra rossa $10,000                         |            |           |               |                  |
| 22 marzo  | ITF Women's Circuit Cairo 2004 Il Cairo, Egitto Terra rossa $10,000                         |            |           |               |                  |
| 22 marzo  | ITF Women's Circuit Monterrey 2004 Monterrey, Messico Cemento $10,000                       |            |           |               |                  |
| 22 marzo  | ITF Women's Circuit Monterrey 2004 Monterrey, Messico Cemento $10,000                       |            |           |               |                  |
| 22 marzo  | USTA Challenger of Redding 2004 Redding, USA Cemento $25,000                                |            |           |               |                  |
| 22 marzo  | USTA Challenger of Redding 2004 Redding, USA Cemento $25,000                                |            |           |               |                  |
| 22 marzo  | Neva Cup 2004 San Pietroburgo, Russia Cemento $50,000                                       |            |           |               |                  |
| 22 marzo  | Neva Cup 2004 San Pietroburgo, Russia Cemento $50,000                                       |            |           |               |                  |
| 29 marzo  | ITF Women's Circuit Mumbai 2004 Mumbai, India Cemento $10,000                               |            |           |               |                  |
| 29 marzo  | ITF Women's Circuit Mumbai 2004 Mumbai, India Cemento $10,000                               |            |           |               |                  |
| 29 marzo  | ITF Women's Circuit Cairo 2004 Il Cairo, Egitto Terra rossa $10,000                         |            |           |               |                  |
| 29 marzo  | ITF Women's Circuit Cairo 2004 Il Cairo, Egitto Terra rossa $10,000                         |            |           |               |                  |
| 29 marzo  | Cavtat Open 2004 Ragusa Vecchia, Croazia Terra rossa $10,000                                |            |           |               |                  |
| 29 marzo  | Cavtat Open 2004 Ragusa Vecchia, Croazia Terra rossa $10,000                                |            |           |               |                  |
| 29 marzo  | Napoli Women's Tournament 2004 Napoli, Italia Terra rossa $10,000                           |            |           |               |                  |
| 29 marzo  | Napoli Women's Tournament 2004 Napoli, Italia Terra rossa $10,000                           |            |           |               |                  |
| 29 marzo  | ITF Women's Circuit Rabat 2004 Rabat, Marocco Terra rossa $10,000                           |            |           |               |                  |
| 29 marzo  | ITF Women's Circuit Rabat 2004 Rabat, Marocco Terra rossa $10,000                           |            |           |               |                  |
| 29 marzo  | ITF Women's Circuit Obregon 2004 Ciudad Obregón, Messico Cemento $10,000                    |            |           |               |                  |
| 29 marzo  | ITF Women's Circuit Obregon 2004 Ciudad Obregón, Messico Cemento $10,000                    |            |           |               |                  |
| 29 marzo  | ITF Women's Circuit Augusta 2004 Augusta, USA Cemento $25,000                               |            |           |               |                  |
| 29 marzo  | ITF Women's Circuit Augusta 2004 Augusta, USA Cemento $25,000                               |            |           |               |                  |
| 29 marzo  | Patras Cup 2004 Patrasso, Grecia Cemento $10,000                                            |            |           |               |                  |
| 29 marzo  | Patras Cup 2004 Patrasso, Grecia Cemento $10,000                                            |            |           |               |                  |

## Aprile
| Settimana | Torneo                                                                                           | Vincitrice | Finalista | Semifinaliste | Quarti di finale |
| --------- | ------------------------------------------------------------------------------------------------ | ---------- | --------- | ------------- | ---------------- |
| 5 aprile  | ITF Women's Circuit New Delhi 2004 Nuova Delhi, India Cemento $10,000                            |            |           |               |                  |
| 5 aprile  | ITF Women's Circuit New Delhi 2004 Nuova Delhi, India Cemento $10,000                            |            |           |               |                  |
| 5 aprile  | ITF Women's Circuit Cairo 2004 Il Cairo, Egitto Terra rossa $10,000                              |            |           |               |                  |
| 5 aprile  | ITF Women's Circuit Cairo 2004 Il Cairo, Egitto Terra rossa $10,000                              |            |           |               |                  |
| 5 aprile  | Open Gaz de France de Bretagne 2004 Dinan, Francia Terra rossa $50,000                           |            |           |               |                  |
| 5 aprile  | Open Gaz de France de Bretagne 2004 Dinan, Francia Terra rossa $50,000                           |            |           |               |                  |
| 5 aprile  | Makarska Ladies Open 2004 Macarsca, Croazia Terra rossa $10,000                                  |            |           |               |                  |
| 5 aprile  | Makarska Ladies Open 2004 Macarsca, Croazia Terra rossa $10,000                                  |            |           |               |                  |
| 5 aprile  | Cofimar Cup 2004 Torre del Greco, Italia Terra rossa $10,000                                     |            |           |               |                  |
| 5 aprile  | Cofimar Cup 2004 Torre del Greco, Italia Terra rossa $10,000                                     |            |           |               |                  |
| 12 aprile | ITF Women's Circuit Morelia 2004 Morelia, Messico Cemento $10,000                                |            |           |               |                  |
| 12 aprile | ITF Women's Circuit Morelia 2004 Morelia, Messico Cemento $10,000                                |            |           |               |                  |
| 12 aprile | ITF Women's Circuit Ho Chi Minh City 2004 Ho Chi Minh, Vietnam Cemento $25,000                   |            |           |               |                  |
| 12 aprile | ITF Women's Circuit Ho Chi Minh City 2004 Ho Chi Minh, Vietnam Cemento $25,000                   |            |           |               |                  |
| 12 aprile | Bluesun Bol Ladies Open 2004 Bol, Croazia Terra rossa $10,000                                    |            |           |               |                  |
| 12 aprile | Bluesun Bol Ladies Open 2004 Bol, Croazia Terra rossa $10,000                                    |            |           |               |                  |
| 12 aprile | Open GDF SUEZ de Biarritz 2004 Biarritz, Francia Terra rossa $25,000                             |            |           |               |                  |
| 12 aprile | Open GDF SUEZ de Biarritz 2004 Biarritz, Francia Terra rossa $25,000                             |            |           |               |                  |
| 12 aprile | St. Dominic USTA Pro Circuit $25,000 Women's Challenger 2004 Jackson, USA Terra rossa $25,000    |            |           |               |                  |
| 12 aprile | St. Dominic USTA Pro Circuit $25,000 Women's Challenger 2004 Jackson, USA Terra rossa $25,000    |            |           |               |                  |
| 12 aprile | ITF Women's Circuit Yamaguchi 2004 Yamaguchi, Giappone Terra rossa $10,000                       |            |           |               |                  |
| 12 aprile | ITF Women's Circuit Yamaguchi 2004 Yamaguchi, Giappone Terra rossa $10,000                       |            |           |               |                  |
| 19 aprile | Internacional Femenil Poza Rica 2004 Poza Rica, Messico Cemento $25,000                          |            |           |               |                  |
| 19 aprile | Internacional Femenil Poza Rica 2004 Poza Rica, Messico Cemento $25,000                          |            |           |               |                  |
| 19 aprile | Dothan Pro Classic 2004 Dothan, USA Terra verde $75,000                                          |            |           |               |                  |
| 19 aprile | Dothan Pro Classic 2004 Dothan, USA Terra verde $75,000                                          |            |           |               |                  |
| 19 aprile | Trofeo Martino 2004 Bari, Italia Terra rossa $25,000                                             |            |           |               |                  |
| 19 aprile | Trofeo Martino 2004 Bari, Italia Terra rossa $25,000                                             |            |           |               |                  |
| 19 aprile | Tokyu Harvest Cup Hamanako 2004 Hamanako, Giappone Sintetico $10,000                             |            |           |               |                  |
| 19 aprile | Tokyu Harvest Cup Hamanako 2004 Hamanako, Giappone Sintetico $10,000                             |            |           |               |                  |
| 19 aprile | Gariful Hvar Open 2004 Lesina, Croazia Terra rossa $10,000                                       |            |           |               |                  |
| 19 aprile | Gariful Hvar Open 2004 Lesina, Croazia Terra rossa $10,000                                       |            |           |               |                  |
| 19 aprile | Trofeo Martino 2004 Bari, Italia Terra rossa $25,000                                             |            |           |               |                  |
| 19 aprile | Trofeo Martino 2004 Bari, Italia Terra rossa $25,000                                             |            |           |               |                  |
| 26 aprile | ITF Femenil Britania Coatzacoalcos 2004 Coatzacoalcos, Messico Cemento $25,000                   |            |           |               |                  |
| 26 aprile | ITF Femenil Britania Coatzacoalcos 2004 Coatzacoalcos, Messico Cemento $25,000                   |            |           |               |                  |
| 26 aprile | Garuda Indonesia Championships Jakarta 2004 Giacarta, Indonesia Cemento $10,000                  |            |           |               |                  |
| 26 aprile | Garuda Indonesia Championships Jakarta 2004 Giacarta, Indonesia Cemento $10,000                  |            |           |               |                  |
| 26 aprile | Kangaroo Cup International Ladies Open Tennis 2004 Gifu, Giappone Sintetico $50,000              |            |           |               |                  |
| 26 aprile | Kangaroo Cup International Ladies Open Tennis 2004 Gifu, Giappone Sintetico $50,000              |            |           |               |                  |
| 26 aprile | Mostar Ladies Open 2004 Mostar, Bosnia ed Erzegovina Terra rossa $10,000                         |            |           |               |                  |
| 26 aprile | Mostar Ladies Open 2004 Mostar, Bosnia ed Erzegovina Terra rossa $10,000                         |            |           |               |                  |
| 26 aprile | Open GDF SUEZ de Cagnes-sur-Mer Alpes-Maritimes 2004 Cagnes-sur-Mer, Francia Terra rossa $75,000 |            |           |               |                  |
| 26 aprile | Open GDF SUEZ de Cagnes-sur-Mer Alpes-Maritimes 2004 Cagnes-sur-Mer, Francia Terra rossa $75,000 |            |           |               |                  |
| 26 aprile | AEGON Pro Series Bournemouth 2004 Bournemouth, Gran Bretagna Terra rossa $10,000                 |            |           |               |                  |
| 26 aprile | AEGON Pro Series Bournemouth 2004 Bournemouth, Gran Bretagna Terra rossa $10,000                 |            |           |               |                  |
| 26 aprile | Taranto Open 2004 Taranto, Italia Terra rossa $25,000                                            |            |           |               |                  |
| 26 aprile | Taranto Open 2004 Taranto, Italia Terra rossa $25,000                                            |            |           |               |                  |

## Maggio
| Settimana | Torneo                                                                                           | Vincitrice | Finalista | Semifinaliste | Quarti di finale |
| --------- | ------------------------------------------------------------------------------------------------ | ---------- | --------- | ------------- | ---------------- |
| 3 maggio  | Garuda Indonesia Championships Jakarta 2004 Giacarta, Indonesia Cemento $10,000                  |            |           |               |                  |
| 3 maggio  | Garuda Indonesia Championships Jakarta 2004 Giacarta, Indonesia Cemento $10,000                  |            |           |               |                  |
| 3 maggio  | ITF Women's Circuit Merida 2004 Mérida, Messico Cemento $10,000                                  |            |           |               |                  |
| 3 maggio  | ITF Women's Circuit Merida 2004 Mérida, Messico Cemento $10,000                                  |            |           |               |                  |
| 3 maggio  | Memorial Daniela Molon Pierrel Cup 2004 Catania, Italia Terra rossa $25,000                      |            |           |               |                  |
| 3 maggio  | Memorial Daniela Molon Pierrel Cup 2004 Catania, Italia Terra rossa $25,000                      |            |           |               |                  |
| 3 maggio  | Fukuoka International Women's Cup 2004 Fukuoka, Giappone Erba $50,000                            |            |           |               |                  |
| 3 maggio  | Fukuoka International Women's Cup 2004 Fukuoka, Giappone Erba $50,000                            |            |           |               |                  |
| 3 maggio  | Mostar Ladies Open 2004 Mostar, Bosnia ed Erzegovina Terra rossa $10,000                         |            |           |               |                  |
| 3 maggio  | Mostar Ladies Open 2004 Mostar, Bosnia ed Erzegovina Terra rossa $10,000                         |            |           |               |                  |
| 3 maggio  | BGZ Cup 2004 Varsavia, Polonia Terra rossa $10,000                                               |            |           |               |                  |
| 3 maggio  | BGZ Cup 2004 Varsavia, Polonia Terra rossa $10,000                                               |            |           |               |                  |
| 3 maggio  | AEGON Pro Series Edinburgh 2004 Edimburgo, Gran Bretagna Terra rossa $10,000                     |            |           |               |                  |
| 3 maggio  | AEGON Pro Series Edinburgh 2004 Edimburgo, Gran Bretagna Terra rossa $10,000                     |            |           |               |                  |
| 3 maggio  | Torneo Club Tennis Tortosa 2004 Tortosa, Spagna Terra rossa $10,000                              |            |           |               |                  |
| 3 maggio  | Torneo Club Tennis Tortosa 2004 Tortosa, Spagna Terra rossa $10,000                              |            |           |               |                  |
| 3 maggio  | ITF Women's Circuit Trencianske Teplice 2004 Trenčianske Teplice, Slovacchia Terra rossa $50,000 |            |           |               |                  |
| 3 maggio  | ITF Women's Circuit Trencianske Teplice 2004 Trenčianske Teplice, Slovacchia Terra rossa $50,000 |            |           |               |                  |
| 3 maggio  | RBC Bank Women's Challenger 2004 Raleigh, USA Terra rossa $50,000                                |            |           |               |                  |
| 3 maggio  | RBC Bank Women's Challenger 2004 Raleigh, USA Terra rossa $50,000                                |            |           |               |                  |
| 10 maggio | Torneo Internacional de Tenis Femenino Ciudad de Monzón 2004 Monzón, Spagna Cemento $10,000      |            |           |               |                  |
| 10 maggio | Torneo Internacional de Tenis Femenino Ciudad de Monzón 2004 Monzón, Spagna Cemento $10,000      |            |           |               |                  |
| 10 maggio | Boyd Tinsley Women’s Clay Court Classic 2004 Charlottesville, USA Terra verde $50,000            |            |           |               |                  |
| 10 maggio | Boyd Tinsley Women’s Clay Court Classic 2004 Charlottesville, USA Terra verde $50,000            |            |           |               |                  |
| 10 maggio | Stockholm Ladies 2004 Stoccolma, Svezia Terra rossa $25,000                                      |            |           |               |                  |
| 10 maggio | Stockholm Ladies 2004 Stoccolma, Svezia Terra rossa $25,000                                      |            |           |               |                  |
| 10 maggio | ITF Women's Circuit Antalya 2004 Antalya, Turchia Terra rossa $10,000                            |            |           |               |                  |
| 10 maggio | ITF Women's Circuit Antalya 2004 Antalya, Turchia Terra rossa $10,000                            |            |           |               |                  |
| 10 maggio | Pula Open 2004 Pola, Croazia Terra rossa $10,000                                                 |            |           |               |                  |
| 10 maggio | Pula Open 2004 Pola, Croazia Terra rossa $10,000                                                 |            |           |               |                  |
| 10 maggio | Trofeo Società Gestioni Energetiche 2004 Casale Monferrato, Italia Terra rossa $10,000           |            |           |               |                  |
| 10 maggio | Trofeo Società Gestioni Energetiche 2004 Casale Monferrato, Italia Terra rossa $10,000           |            |           |               |                  |
| 10 maggio | Karyizawa Yonex Open 2004 Karuizawa, Giappone Sintetico $25,000                                  |            |           |               |                  |
| 10 maggio | Karyizawa Yonex Open 2004 Karuizawa, Giappone Sintetico $25,000                                  |            |           |               |                  |
| 10 maggio | Open Saint-Gaudens Midi Pyrénées 2004 Saint-Gaudens, Francia Terra rossa $50,000                 |            |           |               |                  |
| 10 maggio | Open Saint-Gaudens Midi Pyrénées 2004 Saint-Gaudens, Francia Terra rossa $50,000                 |            |           |               |                  |
| 17 maggio | Ciudad Santa Cruz de Tenerife 2004 Santa Cruz de Tenerife, Spagna Cemento $10,000                |            |           |               |                  |
| 17 maggio | Ciudad Santa Cruz de Tenerife 2004 Santa Cruz de Tenerife, Spagna Cemento $10,000                |            |           |               |                  |
| 17 maggio | Trofeul Mc'Donalds 2004 Bucarest, Romania Terra rossa $10,000                                    |            |           |               |                  |
| 17 maggio | Trofeul Mc'Donalds 2004 Bucarest, Romania Terra rossa $10,000                                    |            |           |               |                  |
| 17 maggio | Internazionali Femminili di Tennis Città di Caserta 2004 Caserta, Italia Terra rossa $25,000     |            |           |               |                  |
| 17 maggio | Internazionali Femminili di Tennis Città di Caserta 2004 Caserta, Italia Terra rossa $25,000     |            |           |               |                  |
| 17 maggio | Gdynia Cup 2004 Gdynia, Polonia Terra rossa $10,000                                              |            |           |               |                  |
| 17 maggio | Gdynia Cup 2004 Gdynia, Polonia Terra rossa $10,000                                              |            |           |               |                  |
| 17 maggio | ITF Women's Circuit Antalya 2004 Antalya, Turchia Terra rossa $10,000                            |            |           |               |                  |
| 17 maggio | ITF Women's Circuit Antalya 2004 Antalya, Turchia Terra rossa $10,000                            |            |           |               |                  |
| 17 maggio | Zaton Open 2004 Zara, Croazia Terra rossa $10,000                                                |            |           |               |                  |
| 17 maggio | Zaton Open 2004 Zara, Croazia Terra rossa $10,000                                                |            |           |               |                  |
| 17 maggio | ITF Women's Circuit Beijing 2004 Pechino, Cina Cemento $25,000                                   |            |           |               |                  |
| 17 maggio | ITF Women's Circuit Beijing 2004 Pechino, Cina Cemento $25,000                                   |            |           |               |                  |
| 17 maggio | Hunt Communities USTA Women's Pro Tennis Classic El Paso 2004 El Paso, USA Cemento $10,000       |            |           |               |                  |
| 17 maggio | Hunt Communities USTA Women's Pro Tennis Classic El Paso 2004 El Paso, USA Cemento $10,000       |            |           |               |                  |
| 24 maggio | ITF Women's Circuit Seoul 2004 Seul, Corea del Sud Cemento $25,000                               |            |           |               |                  |
| 24 maggio | ITF Women's Circuit Seoul 2004 Seul, Corea del Sud Cemento $25,000                               |            |           |               |                  |
| 24 maggio | ITF Women's Circuit Houston 2004 Houston, USA Cemento $10,000                                    |            |           |               |                  |
| 24 maggio | ITF Women's Circuit Houston 2004 Houston, USA Cemento $10,000                                    |            |           |               |                  |
| 24 maggio | ITF Women's Circuit Tongliao 2004 Tongliao, Cina Cemento $25,000                                 |            |           |               |                  |
| 24 maggio | ITF Women's Circuit Tongliao 2004 Tongliao, Cina Cemento $25,000                                 |            |           |               |                  |
| 24 maggio | Internazionali Regione Molise 2004 Campobasso, Italia Terra rossa $10,000                        |            |           |               |                  |
| 24 maggio | Internazionali Regione Molise 2004 Campobasso, Italia Terra rossa $10,000                        |            |           |               |                  |
| 24 maggio | Biograd Open 2004 Zaravecchia, Croazia Terra rossa $10,000                                       |            |           |               |                  |
| 24 maggio | Biograd Open 2004 Zaravecchia, Croazia Terra rossa $10,000                                       |            |           |               |                  |
| 24 maggio | Olecko Cup 2004 Olecko, Polonia Terra rossa $10,000                                              |            |           |               |                  |
| 24 maggio | Olecko Cup 2004 Olecko, Polonia Terra rossa $10,000                                              |            |           |               |                  |
| 24 maggio | Atlas Telecom Oradea 2004 Oradea, Romania Terra rossa $10,000                                    |            |           |               |                  |
| 24 maggio | Atlas Telecom Oradea 2004 Oradea, Romania Terra rossa $10,000                                    |            |           |               |                  |
| 24 maggio | ITF Women's $10,000 Tennis Tournament Lucknow 2004 Lucknow, India Erba $10,000                   |            |           |               |                  |
| 24 maggio | ITF Women's $10,000 Tennis Tournament Lucknow 2004 Lucknow, India Erba $10,000                   |            |           |               |                  |
| 24 maggio | Aldo Peranya Cup 2004 Istanbul, Turchia Cemento $10,000                                          |            |           |               |                  |
| 24 maggio | Aldo Peranya Cup 2004 Istanbul, Turchia Cemento $10,000                                          |            |           |               |                  |
| 31 maggio | Wellaflex Ladies Open 2004 Istanbul, Turchia Cemento $10,000                                     |            |           |               |                  |
| 31 maggio | Wellaflex Ladies Open 2004 Istanbul, Turchia Cemento $10,000                                     |            |           |               |                  |
| 31 maggio | ITF Women's Circuit Wulanhaote 2004 Wulanhaote, Cina Cemento $25,000                             |            |           |               |                  |
| 31 maggio | ITF Women's Circuit Wulanhaote 2004 Wulanhaote, Cina Cemento $25,000                             |            |           |               |                  |
| 31 maggio | ITF Changwon Women's Challenger Tennis 2004 Changwon, Corea del Sud Cemento $25,000              |            |           |               |                  |
| 31 maggio | ITF Changwon Women's Challenger Tennis 2004 Changwon, Corea del Sud Cemento $25,000              |            |           |               |                  |
| 31 maggio | Head Tail Activewear Women's 2004 Hilton Head, USA Cemento $10,000                               |            |           |               |                  |
| 31 maggio | Head Tail Activewear Women's 2004 Hilton Head, USA Cemento $10,000                               |            |           |               |                  |
| 31 maggio | The Surbiton Trophy 2004 Surbiton, Gran Bretagna Erba $25,000                                    |            |           |               |                  |
| 31 maggio | The Surbiton Trophy 2004 Surbiton, Gran Bretagna Erba $25,000                                    |            |           |               |                  |
| 31 maggio | Nastase Trophy 2004 Costanza, Romania Terra rossa $10,000                                        |            |           |               |                  |
| 31 maggio | Nastase Trophy 2004 Costanza, Romania Terra rossa $10,000                                        |            |           |               |                  |
| 31 maggio | Torneo Internazionale Femminile Città Di Galatina 2004 Galatina, Italia Terra rossa $25,000      |            |           |               |                  |
| 31 maggio | Torneo Internazionale Femminile Città Di Galatina 2004 Galatina, Italia Terra rossa $25,000      |            |           |               |                  |
| 31 maggio | Palic Open 2004 Palić, Serbia e Montenegro Terra rossa $10,000                                   |            |           |               |                  |
| 31 maggio | Palic Open 2004 Palić, Serbia e Montenegro Terra rossa $10,000                                   |            |           |               |                  |
| 31 maggio | ITF Women's Circuit Prostejov 2004 Prostějov, Repubblica Ceca Terra rossa $75,000                |            |           |               |                  |
| 31 maggio | ITF Women's Circuit Prostejov 2004 Prostějov, Repubblica Ceca Terra rossa $75,000                |            |           |               |                  |
| 31 maggio | ITF Women's Circuit New Delhi 2004 Nuova Delhi, India Sintetico $10,000                          |            |           |               |                  |
| 31 maggio | ITF Women's Circuit New Delhi 2004 Nuova Delhi, India Sintetico $10,000                          |            |           |               |                  |

## Giugno
| Settimana | Torneo | Vincitrice | Finalista | Semifinaliste | Quarti di finale |
| --------- | --- | ---------- | --------- | ------------- | ---------------- |
| 7 giugno  | ITF Women's Circuit Allentown 2004 Allentown, USA Cemento $25,000                                          |            |           |               |                  |
| 7 giugno  | ITF Women's Circuit Allentown 2004 Allentown, USA Cemento $25,000                                          |            |           |               |                  |
| 7 giugno  | ITF Women's Circuit Beijing 2004 Pechino, Cina Cemento $50,000                                             |            |           |               |                  |
| 7 giugno  | ITF Women's Circuit Beijing 2004 Pechino, Cina Cemento $50,000                                             |            |           |               |                  |
| 7 giugno  | LGT Open 2004 Vaduz, Liechtenstein Terra rossa $25,000                                                     |            |           |               |                  |
| 7 giugno  | LGT Open 2004 Vaduz, Liechtenstein Terra rossa $25,000                                                     |            |           |               |                  |
| 7 giugno  | Open GDF SUEZ de Marseille 2004 Marsiglia, Francia Terra rossa $50,000                                     |            |           |               |                  |
| 7 giugno  | Open GDF SUEZ de Marseille 2004 Marsiglia, Francia Terra rossa $50,000                                     |            |           |               |                  |
| 7 giugno  | GDF SUEZ Trofeul Ilie Nastase 2004 Pitești, Romania Terra rossa $10,000                                    |            |           |               |                  |
| 7 giugno  | GDF SUEZ Trofeul Ilie Nastase 2004 Pitești, Romania Terra rossa $10,000                                    |            |           |               |                  |
| 7 giugno  | Torneo Internazionale Femminile Città di Grado 2004 Grado, Italia Terra rossa $25,000                      |            |           |               |                  |
| 7 giugno  | Torneo Internazionale Femminile Città di Grado 2004 Grado, Italia Terra rossa $25,000                      |            |           |               |                  |
| 7 giugno  | Macha Lake Satellite 2004 Staré Splavy, Repubblica Ceca Terra rossa $10,000                                |            |           |               |                  |
| 7 giugno  | Macha Lake Satellite 2004 Staré Splavy, Repubblica Ceca Terra rossa $10,000                                |            |           |               |                  |
| 7 giugno  | ITF Women's Circuit Hamilton 2004 Hamilton, Canada Terra rossa $25,000                                     |            |           |               |                  |
| 7 giugno  | ITF Women's Circuit Hamilton 2004 Hamilton, Canada Terra rossa $25,000                                     |            |           |               |                  |
| 7 giugno  | Torneio Internacional de Ténis Cidade de Alcobaça 2004 Alcobaça, Portogallo Cemento $10,000                |            |           |               |                  |
| 7 giugno  | Torneio Internacional de Ténis Cidade de Alcobaça 2004 Alcobaça, Portogallo Cemento $10,000                |            |           |               |                  |
| 14 giugno | Montemor Ladies Open 2004 Montemor-o-Novo, Portogallo Cemento $10,000                                      |            |           |               |                  |
| 14 giugno | Montemor Ladies Open 2004 Montemor-o-Novo, Portogallo Cemento $10,000                                      |            |           |               |                  |
| 14 giugno | Pro Tennis Classic Fort Worth 2004 Fort Worth, USA Cemento $10,000                                         |            |           |               |                  |
| 14 giugno | Pro Tennis Classic Fort Worth 2004 Fort Worth, USA Cemento $10,000                                         |            |           |               |                  |
| 14 giugno | ITF Women's Circuit Mont Tremblant 2004 Mont-Tremblant, Canada Terra rossa $10,000                         |            |           |               |                  |
| 14 giugno | ITF Women's Circuit Mont Tremblant 2004 Mont-Tremblant, Canada Terra rossa $10,000                         |            |           |               |                  |
| 14 giugno | Royal Cup 2004 Podgorica, Serbia e Montenegro Terra rossa $10,000                                          |            |           |               |                  |
| 14 giugno | Royal Cup 2004 Podgorica, Serbia e Montenegro Terra rossa $10,000                                          |            |           |               |                  |
| 14 giugno | ITF Women's Circuit Tlemcen 2004 Tlemcen, Algeria Terra rossa $10,000                                      |            |           |               |                  |
| 14 giugno | ITF Women's Circuit Tlemcen 2004 Tlemcen, Algeria Terra rossa $10,000                                      |            |           |               |                  |
| 14 giugno | Go'n'GO Tennis Cup Gorizia 2004 Gorizia, Italia Terra rossa $25,000                                        |            |           |               |                  |
| 14 giugno | Go'n'GO Tennis Cup Gorizia 2004 Gorizia, Italia Terra rossa $25,000                                        |            |           |               |                  |
| 14 giugno | Kedzierzyn Kozle Cup 2004 Kędzierzyn-Koźle, Polonia Terra rossa $10,000                                    |            |           |               |                  |
| 14 giugno | Kedzierzyn Kozle Cup 2004 Kędzierzyn-Koźle, Polonia Terra rossa $10,000                                    |            |           |               |                  |
| 14 giugno | Lenzerheide Open 2004 Lenzerheide, Svizzera Terra rossa $25,000                                            |            |           |               |                  |
| 14 giugno | Lenzerheide Open 2004 Lenzerheide, Svizzera Terra rossa $25,000                                            |            |           |               |                  |
| 14 giugno | Manurom Nastase Trophy 2004 Brașov, Romania Terra rossa $10,000                                            |            |           |               |                  |
| 14 giugno | Manurom Nastase Trophy 2004 Brașov, Romania Terra rossa $10,000                                            |            |           |               |                  |
| 21 giugno | ITF Women's Circuit Edmond 2004 Edmond, USA Cemento $10,000                                                |            |           |               |                  |
| 21 giugno | ITF Women's Circuit Edmond 2004 Edmond, USA Cemento $10,000                                                |            |           |               |                  |
| 21 giugno | Kubok Moskovii 2004 Protvino, Russia Cemento $10,000                                                       |            |           |               |                  |
| 21 giugno | Kubok Moskovii 2004 Protvino, Russia Cemento $10,000                                                       |            |           |               |                  |
| 21 giugno | Orestiada Cup 2004 Orestiada, Grecia Cemento $10,000                                                       |            |           |               |                  |
| 21 giugno | Orestiada Cup 2004 Orestiada, Grecia Cemento $10,000                                                       |            |           |               |                  |
| 21 giugno | ITF Incheon Women's Challenger Tennis 2004 Incheon, Corea del Sud Cemento $25,000                          |            |           |               |                  |
| 21 giugno | ITF Incheon Women's Challenger Tennis 2004 Incheon, Corea del Sud Cemento $25,000                          |            |           |               |                  |
| 21 giugno | ITF Women's Circuit Sidi Fredj 2004 Sidi Fredj, Algeria Terra rossa $10,000                                |            |           |               |                  |
| 21 giugno | ITF Women's Circuit Sidi Fredj 2004 Sidi Fredj, Algeria Terra rossa $10,000                                |            |           |               |                  |
| 21 giugno | ITF Women's Circuit Fontanafredda 2004 Fontanafredda, Italia Terra rossa $25,000                           |            |           |               |                  |
| 21 giugno | ITF Women's Circuit Fontanafredda 2004 Fontanafredda, Italia Terra rossa $25,000                           |            |           |               |                  |
| 21 giugno | Open Gaz de France du Périgord 2004 Périgueux, Francia Terra rossa $25,000                                 |            |           |               |                  |
| 21 giugno | Open Gaz de France du Périgord 2004 Périgueux, Francia Terra rossa $25,000                                 |            |           |               |                  |
| 21 giugno | Swedbank Ladies 2004 Båstad, Svezia Terra rossa $25,000                                                    |            |           |               |                  |
| 21 giugno | Swedbank Ladies 2004 Båstad, Svezia Terra rossa $25,000                                                    |            |           |               |                  |
| 21 giugno | Future Alkmaar 2004 Alkmaar, Paesi Bassi Terra rossa $10,000                                               |            |           |               |                  |
| 21 giugno | Future Alkmaar 2004 Alkmaar, Paesi Bassi Terra rossa $10,000                                               |            |           |               |                  |
| 28 giugno | Kubok Moskovii 2004 Krasnoarmejsk, Russia Cemento $10,000                                                  |            |           |               |                  |
| 28 giugno | Kubok Moskovii 2004 Krasnoarmejsk, Russia Cemento $10,000                                                  |            |           |               |                  |
| 28 giugno | Memorial Benito Grassi 2004 Orbetello, Italia Terra rossa $75,000                                          |            |           |               |                  |
| 28 giugno | Memorial Benito Grassi 2004 Orbetello, Italia Terra rossa $75,000                                          |            |           |               |                  |
| 28 giugno | Open GDF Suez de Mont de Marsan 2004 Mont-de-Marsan, Francia Terra rossa $25,000                           |            |           |               |                  |
| 28 giugno | Open GDF Suez de Mont de Marsan 2004 Mont-de-Marsan, Francia Terra rossa $25,000                           |            |           |               |                  |
| 28 giugno | Internationaler Württembergische Damen-Tennis-Meisterschaften 2004 Vaihingen, Germania Terra rossa $25,000 |            |           |               |                  |
| 28 giugno | Internationaler Württembergische Damen-Tennis-Meisterschaften 2004 Vaihingen, Germania Terra rossa $25,000 |            |           |               |                  |
| 28 giugno | ITF Women's Circuit Heerhugowaard 2004 Heerhugowaard, Paesi Bassi Terra rossa $10,000                      |            |           |               |                  |
| 28 giugno | ITF Women's Circuit Heerhugowaard 2004 Heerhugowaard, Paesi Bassi Terra rossa $10,000                      |            |           |               |                  |
| 28 giugno | ITF Women's Circuit Tlemcen 2004 Tlemcen, Algeria Terra rossa $10,000                                      |            |           |               |                  |
| 28 giugno | ITF Women's Circuit Tlemcen 2004 Tlemcen, Algeria Terra rossa $10,000                                      |            |           |               |                  |
| 28 giugno | Bibione Challenge Open 2004 Bibione, Italia Terra rossa $10,000                                            |            |           |               |                  |
| 28 giugno | Bibione Challenge Open 2004 Bibione, Italia Terra rossa $10,000                                            |            |           |               |                  |
| 28 giugno | ITF Women's Circuit Los Gatos 2004 Los Gatos, USA Cemento $50,000                                          |            |           |               |                  |
| 28 giugno | ITF Women's Circuit Los Gatos 2004 Los Gatos, USA Cemento $50,000                                          |            |           |               |                  |
| 28 giugno | ITF Women's Circuit South Lake 2004 South Lake, USA Cemento $10,000                                        |            |           |               |                  |
| 28 giugno | ITF Women's Circuit South Lake 2004 South Lake, USA Cemento $10,000                                        |            |           |               |                  |
| 28 giugno | ITF Incheon Women's Challenger Tennis 2004 Incheon, Corea del Sud Cemento $10,000                          |            |           |               |                  |
| 28 giugno | ITF Incheon Women's Challenger Tennis 2004 Incheon, Corea del Sud Cemento $10,000                          |            |           |               |                  |

## Luglio
| Settimana | Torneo                                                                              | Vincitrice | Finalista | Semifinaliste | Quarti di finale |
| --------- | ----------------------------------------------------------------------------------- | ---------- | --------- | ------------- | ---------------- |
| 5 luglio  | ITF Women's Circuit College Park 2004 College Park, USA Cemento $25,000             |            |           |               |                  |
| 5 luglio  | ITF Women's Circuit College Park 2004 College Park, USA Cemento $25,000             |            |           |               |                  |
| 5 luglio  | ITF Women's Circuit Seoul 2004 Seul, Corea del Sud Cemento $10,000                  |            |           |               |                  |
| 5 luglio  | ITF Women's Circuit Seoul 2004 Seul, Corea del Sud Cemento $10,000                  |            |           |               |                  |
| 5 luglio  | International Country Cuneo 2004 Cuneo, Italia Terra rossa $50,000                  |            |           |               |                  |
| 5 luglio  | International Country Cuneo 2004 Cuneo, Italia Terra rossa $50,000                  |            |           |               |                  |
| 5 luglio  | Darmstadt Tennis International 2004 Darmstadt, Germania Terra rossa $25,000         |            |           |               |                  |
| 5 luglio  | Darmstadt Tennis International 2004 Darmstadt, Germania Terra rossa $25,000         |            |           |               |                  |
| 5 luglio  | AEGON Pro Series Felixstowe 2004 Felixstowe, Gran Bretagna Erba $10,000             |            |           |               |                  |
| 5 luglio  | AEGON Pro Series Felixstowe 2004 Felixstowe, Gran Bretagna Erba $10,000             |            |           |               |                  |
| 5 luglio  | Bella Cup 2004 Toruń, Polonia Terra rossa $25,000                                   |            |           |               |                  |
| 5 luglio  | Bella Cup 2004 Toruń, Polonia Terra rossa $25,000                                   |            |           |               |                  |
| 5 luglio  | Open International du Touquet 2004 Le Touquet, Francia Terra rossa $10,000          |            |           |               |                  |
| 5 luglio  | Open International du Touquet 2004 Le Touquet, Francia Terra rossa $10,000          |            |           |               |                  |
| 5 luglio  | Internacional de Getxo 2004 Getxo, Spagna Terra rossa $10,000                       |            |           |               |                  |
| 5 luglio  | Internacional de Getxo 2004 Getxo, Spagna Terra rossa $10,000                       |            |           |               |                  |
| 5 luglio  | ITF Women's Circuit Sidi Fredj 2004 Sidi Fredj, Algeria Terra rossa $10,000         |            |           |               |                  |
| 5 luglio  | ITF Women's Circuit Sidi Fredj 2004 Sidi Fredj, Algeria Terra rossa $10,000         |            |           |               |                  |
| 12 luglio | Credicard Citi Mastercard Tennis Cup 2004 Campos do Jordão, Brasile Cemento $25,000 |            |           |               |                  |
| 12 luglio | Credicard Citi Mastercard Tennis Cup 2004 Campos do Jordão, Brasile Cemento $25,000 |            |           |               |                  |
| 12 luglio | ITF Women's Circuit Baltimore 2004 Baltimora, USA Cemento $10,000                   |            |           |               |                  |
| 12 luglio | ITF Women's Circuit Baltimore 2004 Baltimora, USA Cemento $10,000                   |            |           |               |                  |
| 12 luglio | Vabank Galychyna Cup 2004 Leopoli, Ucraina Terra rossa $10,000                      |            |           |               |                  |
| 12 luglio | Vabank Galychyna Cup 2004 Leopoli, Ucraina Terra rossa $10,000                      |            |           |               |                  |
| 12 luglio | ITF Women's Circuit Gunma 2004 Gunma, Giappone Sintetico $25,000                    |            |           |               |                  |
| 12 luglio | ITF Women's Circuit Gunma 2004 Gunma, Giappone Sintetico $25,000                    |            |           |               |                  |
| 12 luglio | Open 88 Vittel 2004 Vittel, Francia Terra rossa $50,000                             |            |           |               |                  |
| 12 luglio | Open 88 Vittel 2004 Vittel, Francia Terra rossa $50,000                             |            |           |               |                  |
| 12 luglio | Orterer Cup 2004 Garching bei München, Germania Terra rossa $25,000                 |            |           |               |                  |
| 12 luglio | Orterer Cup 2004 Garching bei München, Germania Terra rossa $25,000                 |            |           |               |                  |
| 12 luglio | Monteroni International 2004 Monteroni d'Arbia, Italia Terra rossa $10,000          |            |           |               |                  |
| 12 luglio | Monteroni International 2004 Monteroni d'Arbia, Italia Terra rossa $10,000          |            |           |               |                  |
| 12 luglio | Iris Ladies Trophy 2004 Bruxelles, Belgio Terra rossa $10,000                       |            |           |               |                  |
| 12 luglio | Iris Ladies Trophy 2004 Bruxelles, Belgio Terra rossa $10,000                       |            |           |               |                  |
| 12 luglio | BRD Women's Cup 2004 Bucarest, Romania Terra rossa $10,000                          |            |           |               |                  |
| 12 luglio | BRD Women's Cup 2004 Bucarest, Romania Terra rossa $10,000                          |            |           |               |                  |
| 19 luglio | ITF Women's Circuit Schenectady 2004 Schenectady, USA Cemento $50,000               |            |           |               |                  |
| 19 luglio | ITF Women's Circuit Schenectady 2004 Schenectady, USA Cemento $50,000               |            |           |               |                  |
| 19 luglio | Innsbruck Open 2004 Innsbruck, Austria Terra rossa $50,000                          |            |           |               |                  |
| 19 luglio | Innsbruck Open 2004 Innsbruck, Austria Terra rossa $50,000                          |            |           |               |                  |
| 19 luglio | BMW AHG Cup 2004 Horb am Neckar, Germania Terra rossa $10,000                       |            |           |               |                  |
| 19 luglio | BMW AHG Cup 2004 Horb am Neckar, Germania Terra rossa $10,000                       |            |           |               |                  |
| 19 luglio | Trofeo Italo Angelini 2004 Ancona, Italia Terra rossa $10,000                       |            |           |               |                  |
| 19 luglio | Trofeo Italo Angelini 2004 Ancona, Italia Terra rossa $10,000                       |            |           |               |                  |
| 19 luglio | ITF Women's Instirig Cup 2004 Balș, Romania Terra rossa $10,000                     |            |           |               |                  |
| 19 luglio | ITF Women's Instirig Cup 2004 Balș, Romania Terra rossa $10,000                     |            |           |               |                  |
| 19 luglio | Zwevegem Ladies Open 2004 Zwevegem, Belgio Terra rossa $10,000                      |            |           |               |                  |
| 19 luglio | Zwevegem Ladies Open 2004 Zwevegem, Belgio Terra rossa $10,000                      |            |           |               |                  |
| 19 luglio | Open GDF SUEZ des Contamines-Montjoie 2004 Les Contamines, Francia Cemento $25,000  |            |           |               |                  |
| 19 luglio | Open GDF SUEZ des Contamines-Montjoie 2004 Les Contamines, Francia Cemento $25,000  |            |           |               |                  |
| 19 luglio | Women's Hospital Classic 2004 Evansville, USA Cemento $10,000                       |            |           |               |                  |
| 19 luglio | Women's Hospital Classic 2004 Evansville, USA Cemento $10,000                       |            |           |               |                  |
| 26 luglio | Ciudad de Pontevedra 2004 Pontevedra, Spagna Cemento $10,000                        |            |           |               |                  |
| 26 luglio | Ciudad de Pontevedra 2004 Pontevedra, Spagna Cemento $10,000                        |            |           |               |                  |
| 26 luglio | Ellesse Ladies Irish Open 2004 Dublino, Irlanda Sintetico $10,000                   |            |           |               |                  |
| 26 luglio | Ellesse Ladies Irish Open 2004 Dublino, Irlanda Sintetico $10,000                   |            |           |               |                  |
| 26 luglio | Memorial Eugenio Fontana 2004 Modena, Italia Terra rossa $75,000                    |            |           |               |                  |
| 26 luglio | Memorial Eugenio Fontana 2004 Modena, Italia Terra rossa $75,000                    |            |           |               |                  |
| 26 luglio | Knoll Open 2004 Bad Saulgau, Germania Terra rossa $10,000                           |            |           |               |                  |
| 26 luglio | Knoll Open 2004 Bad Saulgau, Germania Terra rossa $10,000                           |            |           |               |                  |
| 26 luglio | ITF Roller Open 2004 Pétange, Lussemburgo Terra rossa $25,000                       |            |           |               |                  |
| 26 luglio | ITF Roller Open 2004 Pétange, Lussemburgo Terra rossa $25,000                       |            |           |               |                  |
| 26 luglio | Heartland Clinic USTA Women's Tennis Classic 2004 St. Joseph, USA Cemento $10,000   |            |           |               |                  |
| 26 luglio | Heartland Clinic USTA Women's Tennis Classic 2004 St. Joseph, USA Cemento $10,000   |            |           |               |                  |
| 26 luglio | Fifth Third Bank Tennis Championships 2004 Lexington, USA Cemento $50,000           |            |           |               |                  |
| 26 luglio | Fifth Third Bank Tennis Championships 2004 Lexington, USA Cemento $50,000           |            |           |               |                  |
| 26 luglio | Yesilyurt Sport Club 2004 Istanbul, Turchia Cemento $10,000                         |            |           |               |                  |
| 26 luglio | Yesilyurt Sport Club 2004 Istanbul, Turchia Cemento $10,000                         |            |           |               |                  |

## Agosto
| Settimana | Torneo                                                                                           | Vincitrice | Finalista | Semifinaliste | Quarti di finale |
| --------- | ------------------------------------------------------------------------------------------------ | ---------- | --------- | ------------- | ---------------- |
| 2 agosto  | ITF Women's Circuit Louisville 2004 Louisville, USA Cemento $50,000                              |            |           |               |                  |
| 2 agosto  | ITF Women's Circuit Louisville 2004 Louisville, USA Cemento $50,000                              |            |           |               |                  |
| 2 agosto  | Rebecq Ladiez Trophy 2004 Rebecq, Belgio Terra rossa $10,000                                     |            |           |               |                  |
| 2 agosto  | Rebecq Ladiez Trophy 2004 Rebecq, Belgio Terra rossa $10,000                                     |            |           |               |                  |
| 2 agosto  | Ceisa Cup 2004 Rimini, Italia Terra rossa $50,000                                                |            |           |               |                  |
| 2 agosto  | Ceisa Cup 2004 Rimini, Italia Terra rossa $50,000                                                |            |           |               |                  |
| 2 agosto  | Hechingen Ladies Open 2004 Hechingen, Germania Terra rossa $25,000                               |            |           |               |                  |
| 2 agosto  | Hechingen Ladies Open 2004 Hechingen, Germania Terra rossa $25,000                               |            |           |               |                  |
| 2 agosto  | Gdynia Cup 2 2004 Gdynia, Polonia Terra rossa $10,000                                            |            |           |               |                  |
| 2 agosto  | Gdynia Cup 2 2004 Gdynia, Polonia Terra rossa $10,000                                            |            |           |               |                  |
| 2 agosto  | Cidade de Vigo 2004 Vigo, Spagna Cemento $10,000                                                 |            |           |               |                  |
| 2 agosto  | Cidade de Vigo 2004 Vigo, Spagna Cemento $10,000                                                 |            |           |               |                  |
| 2 agosto  | AEGON Pro Series Wrexham 2004 Wrexham, Gran Bretagna Cemento $10,000                             |            |           |               |                  |
| 2 agosto  | AEGON Pro Series Wrexham 2004 Wrexham, Gran Bretagna Cemento $10,000                             |            |           |               |                  |
| 9 agosto  | Coimbra University Ladies Open 2004 Coimbra, Portogallo Cemento $10,000                          |            |           |               |                  |
| 9 agosto  | Coimbra University Ladies Open 2004 Coimbra, Portogallo Cemento $10,000                          |            |           |               |                  |
| 9 agosto  | AEGON Pro Series Hampstead 2004 Hampstead, Gran Bretagna Cemento $10,000                         |            |           |               |                  |
| 9 agosto  | AEGON Pro Series Hampstead 2004 Hampstead, Gran Bretagna Cemento $10,000                         |            |           |               |                  |
| 9 agosto  | ITF Women's Circuit Trencianske Teplice 2004 Trenčianske Teplice, Slovacchia Terra rossa $25,000 |            |           |               |                  |
| 9 agosto  | ITF Women's Circuit Trencianske Teplice 2004 Trenčianske Teplice, Slovacchia Terra rossa $25,000 |            |           |               |                  |
| 9 agosto  | Internazionali di Puglia Trofeo Tecnoceramiche 2004 Martina Franca, Italia Terra rossa $25,000   |            |           |               |                  |
| 9 agosto  | Internazionali di Puglia Trofeo Tecnoceramiche 2004 Martina Franca, Italia Terra rossa $25,000   |            |           |               |                  |
| 9 agosto  | Ilie Nastase Trophy 2004 Târgu Mureș, Romania Terra rossa $10,000                                |            |           |               |                  |
| 9 agosto  | Ilie Nastase Trophy 2004 Târgu Mureș, Romania Terra rossa $10,000                                |            |           |               |                  |
| 9 agosto  | Flanders Ladies Trophy Koksijde 2004 Koksijde, Belgio Terra rossa $10,000                        |            |           |               |                  |
| 9 agosto  | Flanders Ladies Trophy Koksijde 2004 Koksijde, Belgio Terra rossa $10,000                        |            |           |               |                  |
| 9 agosto  | ITF Women's Circuit Caracas 2004 Caracas, Venezuela Cemento $10,000                              |            |           |               |                  |
| 9 agosto  | ITF Women's Circuit Caracas 2004 Caracas, Venezuela Cemento $10,000                              |            |           |               |                  |
| 16 agosto | ITF Women's Circuit Guayaquil 2004 Guayaquil, Ecuador Cemento $10,000                            |            |           |               |                  |
| 16 agosto | ITF Women's Circuit Guayaquil 2004 Guayaquil, Ecuador Cemento $10,000                            |            |           |               |                  |
| 16 agosto | Emblem Health Bronx Open 2004 Bronx, USA Cemento $50,000                                         |            |           |               |                  |
| 16 agosto | Emblem Health Bronx Open 2004 Bronx, USA Cemento $50,000                                         |            |           |               |                  |
| 16 agosto | Primaria Iasi Nastase Trophy 2004 Iași, Romania Terra rossa $10,000                              |            |           |               |                  |
| 16 agosto | Primaria Iasi Nastase Trophy 2004 Iași, Romania Terra rossa $10,000                              |            |           |               |                  |
| 16 agosto | Twents Open 2004 Enschede, Paesi Bassi Terra rossa $10,000                                       |            |           |               |                  |
| 16 agosto | Twents Open 2004 Enschede, Paesi Bassi Terra rossa $10,000                                       |            |           |               |                  |
| 16 agosto | ITF Women's Circuit Colombo 2004 Colombo, Sri Lanka Terra rossa $10,000                          |            |           |               |                  |
| 16 agosto | ITF Women's Circuit Colombo 2004 Colombo, Sri Lanka Terra rossa $10,000                          |            |           |               |                  |
| 16 agosto | edzierzyn Kozle Cup 2004 Kędzierzyn-Koźle, Polonia Terra rossa $10,000                           |            |           |               |                  |
| 16 agosto | edzierzyn Kozle Cup 2004 Kędzierzyn-Koźle, Polonia Terra rossa $10,000                           |            |           |               |                  |
| 16 agosto | Westend Ladies Tennis Cup 2004 Westende, Belgio Cemento $10,000                                  |            |           |               |                  |
| 16 agosto | Westend Ladies Tennis Cup 2004 Westende, Belgio Cemento $10,000                                  |            |           |               |                  |
| 16 agosto | MTA Cup 2004 Jesi, Italia Cemento $10,000                                                        |            |           |               |                  |
| 16 agosto | MTA Cup 2004 Jesi, Italia Cemento $10,000                                                        |            |           |               |                  |
| 16 agosto | Coimbra University Ladies Open 2004 Coimbra, Portogallo Cemento $10,000                          |            |           |               |                  |
| 16 agosto | Coimbra University Ladies Open 2004 Coimbra, Portogallo Cemento $10,000                          |            |           |               |                  |
| 23 agosto | ITF Women's Circuit New Delhi 2004 Nuova Delhi, India Cemento $25,000                            |            |           |               |                  |
| 23 agosto | ITF Women's Circuit New Delhi 2004 Nuova Delhi, India Cemento $25,000                            |            |           |               |                  |
| 23 agosto | Copa Club The Strongest 2004 La Paz, Bolivia Terra rossa $10,000                                 |            |           |               |                  |
| 23 agosto | Copa Club The Strongest 2004 La Paz, Bolivia Terra rossa $10,000                                 |            |           |               |                  |
| 23 agosto | Multisport Cup 2004 Mosca, Russia Terra rossa $25,000                                            |            |           |               |                  |
| 23 agosto | Multisport Cup 2004 Mosca, Russia Terra rossa $25,000                                            |            |           |               |                  |
| 23 agosto | TEAN International 2004 Alphen aan den Rijn, Paesi Bassi Terra rossa $10,000                     |            |           |               |                  |
| 23 agosto | TEAN International 2004 Alphen aan den Rijn, Paesi Bassi Terra rossa $10,000                     |            |           |               |                  |
| 23 agosto | Nastase Trophy Timisoara 2004 Timișoara, Romania Terra rossa $10,000                             |            |           |               |                  |
| 23 agosto | Nastase Trophy Timisoara 2004 Timișoara, Romania Terra rossa $10,000                             |            |           |               |                  |
| 23 agosto | Infond Open 2004 Maribor, Slovenia Terra rossa $10,000                                           |            |           |               |                  |
| 23 agosto | Infond Open 2004 Maribor, Slovenia Terra rossa $10,000                                           |            |           |               |                  |
| 23 agosto | Bielefeld Open 2004 Bielefeld, Germania Terra rossa $10,000                                      |            |           |               |                  |
| 23 agosto | Bielefeld Open 2004 Bielefeld, Germania Terra rossa $10,000                                      |            |           |               |                  |
| 23 agosto | ITF Women's Circuit Messico City 2004 Città del Messico, Messico Terra rossa $10,000             |            |           |               |                  |
| 23 agosto | ITF Women's Circuit Messico City 2004 Città del Messico, Messico Terra rossa $10,000             |            |           |               |                  |
| 23 agosto | Trofeo Torrisi Crea 2004 Trecastagni, Italia Cemento $10,000                                     |            |           |               |                  |
| 23 agosto | Trofeo Torrisi Crea 2004 Trecastagni, Italia Cemento $10,000                                     |            |           |               |                  |
| 30 agosto | Trofeu Ciutat De Mollerussa 2004 Mollerusa, Spagna Cemento $10,000                               |            |           |               |                  |
| 30 agosto | Trofeu Ciutat De Mollerussa 2004 Mollerusa, Spagna Cemento $10,000                               |            |           |               |                  |
| 30 agosto | ITF Women's Circuit New Delhi 2004 Nuova Delhi, India Cemento $10,000                            |            |           |               |                  |
| 30 agosto | ITF Women's Circuit New Delhi 2004 Nuova Delhi, India Cemento $10,000                            |            |           |               |                  |
| 30 agosto | ITF Women's Circuit Guadalajara 2004 Guadalajara, Messico Terra rossa $10,000                    |            |           |               |                  |
| 30 agosto | ITF Women's Circuit Guadalajara 2004 Guadalajara, Messico Terra rossa $10,000                    |            |           |               |                  |
| 30 agosto | ITF Women's Circuit Asuncion 2004 Asunción, Paraguay Terra rossa $10,000                         |            |           |               |                  |
| 30 agosto | ITF Women's Circuit Asuncion 2004 Asunción, Paraguay Terra rossa $10,000                         |            |           |               |                  |
| 30 agosto | Save Cup 2004 Mestre, Italia Terra rossa $25,000                                                 |            |           |               |                  |
| 30 agosto | Save Cup 2004 Mestre, Italia Terra rossa $25,000                                                 |            |           |               |                  |
| 30 agosto | Trofeul Ilie Nastase 2004 Arad, Romania Terra rossa $10,000                                      |            |           |               |                  |
| 30 agosto | Trofeul Ilie Nastase 2004 Arad, Romania Terra rossa $10,000                                      |            |           |               |                  |
| 30 agosto | Gubernator Cup 2004 Balašicha, Russia Terra rossa $25,000                                        |            |           |               |                  |
| 30 agosto | Gubernator Cup 2004 Balašicha, Russia Terra rossa $25,000                                        |            |           |               |                  |
| 30 agosto | Ursynow Cup 2004 Varsavia, Polonia Terra rossa $10,000                                           |            |           |               |                  |
| 30 agosto | Ursynow Cup 2004 Varsavia, Polonia Terra rossa $10,000                                           |            |           |               |                  |
| 30 agosto | Tennis Teknology Slovenia 2004 Kranjska Gora, Slovenia Terra rossa $10,000                       |            |           |               |                  |
| 30 agosto | Tennis Teknology Slovenia 2004 Kranjska Gora, Slovenia Terra rossa $10,000                       |            |           |               |                  |
| 30 agosto | The Green Women's Circuit 2004 Saitama, Giappone Cemento $10,000                                 |            |           |               |                  |
| 30 agosto | The Green Women's Circuit 2004 Saitama, Giappone Cemento $10,000                                 |            |           |               |                  |
| 30 agosto | ITF Women's Circuit Messico City 2004 Città del Messico, Messico Cemento $10,000                 |            |           |               |                  |
| 30 agosto | ITF Women's Circuit Messico City 2004 Città del Messico, Messico Cemento $10,000                 |            |           |               |                  |

## Settembre
| Settimana    | Torneo                                                                                           | Vincitrice | Finalista | Semifinaliste | Quarti di finale |
| ------------ | ------------------------------------------------------------------------------------------------ | ---------- | --------- | ------------- | ---------------- |
| 6 settembre  | ITF Women's Circuit Ibaraki 2004 Ibaraki, Giappone Cemento $25,000                               |            |           |               |                  |
| 6 settembre  | ITF Women's Circuit Ibaraki 2004 Ibaraki, Giappone Cemento $25,000                               |            |           |               |                  |
| 6 settembre  | Torneo Internacional Ciudad de Alcorcón 2004 Madrid, Spagna Cemento $25,000                      |            |           |               |                  |
| 6 settembre  | Torneo Internacional Ciudad de Alcorcón 2004 Madrid, Spagna Cemento $25,000                      |            |           |               |                  |
| 6 settembre  | ITF Women's Circuit Victoria 2004 Victoria, Messico Cemento $10,000                              |            |           |               |                  |
| 6 settembre  | ITF Women's Circuit Victoria 2004 Victoria, Messico Cemento $10,000                              |            |           |               |                  |
| 6 settembre  | Durmersheim Open 2004 Durmersheim, Germania Terra rossa $10,000                                  |            |           |               |                  |
| 6 settembre  | Durmersheim Open 2004 Durmersheim, Germania Terra rossa $10,000                                  |            |           |               |                  |
| 6 settembre  | Tbilisi Open 2004 Tbilisi, Georgia Terra rossa $10,000                                           |            |           |               |                  |
| 6 settembre  | Tbilisi Open 2004 Tbilisi, Georgia Terra rossa $10,000                                           |            |           |               |                  |
| 6 settembre  | ITF Women's Circuit Asuncion 2004 Asunción, Paraguay Terra rossa $10,000                         |            |           |               |                  |
| 6 settembre  | ITF Women's Circuit Asuncion 2004 Asunción, Paraguay Terra rossa $10,000                         |            |           |               |                  |
| 6 settembre  | ITF Women's Circuit Santiago 2004 Santiago, Cile Terra rossa $10,000                             |            |           |               |                  |
| 6 settembre  | ITF Women's Circuit Santiago 2004 Santiago, Cile Terra rossa $10,000                             |            |           |               |                  |
| 6 settembre  | Saris Cup 2004 Prešov, Slovacchia Terra rossa $10,000                                            |            |           |               |                  |
| 6 settembre  | Saris Cup 2004 Prešov, Slovacchia Terra rossa $10,000                                            |            |           |               |                  |
| 6 settembre  | Trofeig Ana Huidobro 2004 Lleida, Spagna Terra rossa $10,000                                     |            |           |               |                  |
| 6 settembre  | Trofeig Ana Huidobro 2004 Lleida, Spagna Terra rossa $10,000                                     |            |           |               |                  |
| 6 settembre  | Open GDF SUEZ de la Porte du Hainaut 2004 Denain, Francia Terra rossa $75,000                    |            |           |               |                  |
| 6 settembre  | Open GDF SUEZ de la Porte du Hainaut 2004 Denain, Francia Terra rossa $75,000                    |            |           |               |                  |
| 6 settembre  | Internazionali Città di Fano 2004 Fano, Italia Terra rossa $50,000                               |            |           |               |                  |
| 6 settembre  | Internazionali Città di Fano 2004 Fano, Italia Terra rossa $50,000                               |            |           |               |                  |
| 13 settembre | ITF Women's Circuit Matamoros 2004 Matamoros, Messico Cemento $10,000                            |            |           |               |                  |
| 13 settembre | ITF Women's Circuit Matamoros 2004 Matamoros, Messico Cemento $10,000                            |            |           |               |                  |
| 13 settembre | ITF Women's Circuit Ashland 2004 Ashland, USA Cemento $25,000                                    |            |           |               |                  |
| 13 settembre | ITF Women's Circuit Ashland 2004 Ashland, USA Cemento $25,000                                    |            |           |               |                  |
| 13 settembre | AEGON Pro Series Manchester 2004 Manchester, Gran Bretagna Cemento $10,000                       |            |           |               |                  |
| 13 settembre | AEGON Pro Series Manchester 2004 Manchester, Gran Bretagna Cemento $10,000                       |            |           |               |                  |
| 13 settembre | ITF Women's Circuit Beijing 2004 Pechino, Cina Cemento $25,000                                   |            |           |               |                  |
| 13 settembre | ITF Women's Circuit Beijing 2004 Pechino, Cina Cemento $25,000                                   |            |           |               |                  |
| 13 settembre | Allianz Cup 2004 Sofia, Bulgaria Terra rossa $25,000                                             |            |           |               |                  |
| 13 settembre | Allianz Cup 2004 Sofia, Bulgaria Terra rossa $25,000                                             |            |           |               |                  |
| 13 settembre | ITF Women's Circuit Nueva San Salvador 2004 Nueva San Salvador, El Salvador Terra rossa $10,000  |            |           |               |                  |
| 13 settembre | ITF Women's Circuit Nueva San Salvador 2004 Nueva San Salvador, El Salvador Terra rossa $10,000  |            |           |               |                  |
| 13 settembre | Open GDF Bordeaux 2004 Bordeaux, Francia Terra rossa $75,000                                     |            |           |               |                  |
| 13 settembre | Open GDF Bordeaux 2004 Bordeaux, Francia Terra rossa $75,000                                     |            |           |               |                  |
| 13 settembre | Tbilisi Open 2004 Tbilisi, Georgia Terra rossa $25,000                                           |            |           |               |                  |
| 13 settembre | Tbilisi Open 2004 Tbilisi, Georgia Terra rossa $25,000                                           |            |           |               |                  |
| 13 settembre | Trofeo Ana Huidob 2004 Lleida, Spagna Terra rossa $10,000                                        |            |           |               |                  |
| 13 settembre | Trofeo Ana Huidob 2004 Lleida, Spagna Terra rossa $10,000                                        |            |           |               |                  |
| 13 settembre | ITF Women's Circuit Torino 2004 Torino, Italia Terra rossa $25,000                               |            |           |               |                  |
| 13 settembre | ITF Women's Circuit Torino 2004 Torino, Italia Terra rossa $25,000                               |            |           |               |                  |
| 13 settembre | Yusa Open 2004 Kyoto, Giappone Sintetico $10,000                                                 |            |           |               |                  |
| 13 settembre | Yusa Open 2004 Kyoto, Giappone Sintetico $10,000                                                 |            |           |               |                  |
| 13 settembre | ITF Women's Circuit Bogotà 2004 Bogotà, Colombia Terra rossa $10,000                             |            |           |               |                  |
| 13 settembre | ITF Women's Circuit Bogotà 2004 Bogotà, Colombia Terra rossa $10,000                             |            |           |               |                  |
| 20 settembre | Batumi Open 2004 Batumi, Georgia Cemento $50,000                                                 |            |           |               |                  |
| 20 settembre | Batumi Open 2004 Batumi, Georgia Cemento $50,000                                                 |            |           |               |                  |
| 20 settembre | Coleman Vision Tennis Championships 2004 Albuquerque, USA Cemento $75,000                        |            |           |               |                  |
| 20 settembre | Coleman Vision Tennis Championships 2004 Albuquerque, USA Cemento $75,000                        |            |           |               |                  |
| 20 settembre | The Jersey International 2004 Jersey, Gran Bretagna Cemento $25,000                              |            |           |               |                  |
| 20 settembre | The Jersey International 2004 Jersey, Gran Bretagna Cemento $25,000                              |            |           |               |                  |
| 20 settembre | ITF Women's Circuit Nueva San Salvador 2004 Nueva San Salvador, El Salvador Terra rossa $10,000  |            |           |               |                  |
| 20 settembre | ITF Women's Circuit Nueva San Salvador 2004 Nueva San Salvador, El Salvador Terra rossa $10,000  |            |           |               |                  |
| 20 settembre | ITF Women's Circuit Tunica Resorts 2004 Tunica Resorts, USA Terra rossa $25,000                  |            |           |               |                  |
| 20 settembre | ITF Women's Circuit Tunica Resorts 2004 Tunica Resorts, USA Terra rossa $25,000                  |            |           |               |                  |
| 20 settembre | Torneo Internazionale Regione Piemonte 2004 Biella, Italia Terra rossa $50,000                   |            |           |               |                  |
| 20 settembre | Torneo Internazionale Regione Piemonte 2004 Biella, Italia Terra rossa $50,000                   |            |           |               |                  |
| 20 settembre | Magnisia Cup 2004 Volo, Grecia Sintetico $10,000                                                 |            |           |               |                  |
| 20 settembre | Magnisia Cup 2004 Volo, Grecia Sintetico $10,000                                                 |            |           |               |                  |
| 20 settembre | Jounieh Open 2004 Jounieh, Libano Terra rossa $50,000                                            |            |           |               |                  |
| 20 settembre | Jounieh Open 2004 Jounieh, Libano Terra rossa $50,000                                            |            |           |               |                  |
| 20 settembre | Ciampino Open 2004 Ciampino, Italia Terra rossa $10,000                                          |            |           |               |                  |
| 20 settembre | Ciampino Open 2004 Ciampino, Italia Terra rossa $10,000                                          |            |           |               |                  |
| 20 settembre | ITF Women's Circuit Trencianske Teplice 2004 Trenčianske Teplice, Slovacchia Terra rossa $10,000 |            |           |               |                  |
| 20 settembre | ITF Women's Circuit Trencianske Teplice 2004 Trenčianske Teplice, Slovacchia Terra rossa $10,000 |            |           |               |                  |
| 20 settembre | ITF Women's Circuit Hiroshima 2004 Hiroshima, Giappone Erba $10,000                              |            |           |               |                  |
| 20 settembre | ITF Women's Circuit Hiroshima 2004 Hiroshima, Giappone Erba $10,000                              |            |           |               |                  |
| 20 settembre | Garuda Indonesia Championships Jakarta 2004 Giacarta, Indonesia Cemento $10,000                  |            |           |               |                  |
| 20 settembre | Garuda Indonesia Championships Jakarta 2004 Giacarta, Indonesia Cemento $10,000                  |            |           |               |                  |
| 27 settembre | USTA Tennis Classic of Troy 2004 Troy, USA Cemento $50,000                                       |            |           |               |                  |
| 27 settembre | USTA Tennis Classic of Troy 2004 Troy, USA Cemento $50,000                                       |            |           |               |                  |
| 27 settembre | Torneo Internazionale Città di Benevento 2004 Benevento, Italia Cemento $10,000                  |            |           |               |                  |
| 27 settembre | Torneo Internazionale Città di Benevento 2004 Benevento, Italia Cemento $10,000                  |            |           |               |                  |
| 27 settembre | Bankaltim Women's Circuit 2004 Balikpapan, Indonesia Cemento $10,000                             |            |           |               |                  |
| 27 settembre | Bankaltim Women's Circuit 2004 Balikpapan, Indonesia Cemento $10,000                             |            |           |               |                  |
| 27 settembre | Open Catalunya 2004 Gerona, Spagna Terra rossa $75,000                                           |            |           |               |                  |
| 27 settembre | Open Catalunya 2004 Gerona, Spagna Terra rossa $75,000                                           |            |           |               |                  |
| 27 settembre | Serbia Open 2004 Belgrado, Serbia e Montenegro Terra rossa $25,000                               |            |           |               |                  |
| 27 settembre | Serbia Open 2004 Belgrado, Serbia e Montenegro Terra rossa $25,000                               |            |           |               |                  |
| 27 settembre | Pelham Racquet Club Women's $25K Pro Circuit Challenger 2004 Pelham, USA Terra rossa $25,000     |            |           |               |                  |
| 27 settembre | Pelham Racquet Club Women's $25K Pro Circuit Challenger 2004 Pelham, USA Terra rossa $25,000     |            |           |               |                  |
| 27 settembre | Ilie Nastase Trophy Cluj Napoca 2004 Cluj-Napoca, Romania Terra rossa $10,000                    |            |           |               |                  |
| 27 settembre | Ilie Nastase Trophy Cluj Napoca 2004 Cluj-Napoca, Romania Terra rossa $10,000                    |            |           |               |                  |
| 27 settembre | ITF Women's Circuit Pula 2004 Pola, Croazia Terra rossa $10,000                                  |            |           |               |                  |
| 27 settembre | ITF Women's Circuit Pula 2004 Pola, Croazia Terra rossa $10,000                                  |            |           |               |                  |
| 27 settembre | ITF Women's Circuit Parana 2004 Paraná, Argentina Terra rossa $10,000                            |            |           |               |                  |
| 27 settembre | ITF Women's Circuit Parana 2004 Paraná, Argentina Terra rossa $10,000                            |            |           |               |                  |
| 27 settembre | ITF Women's Circuit Canberra 2004 Canberra, Australia Terra rossa $25,000                        |            |           |               |                  |
| 27 settembre | ITF Women's Circuit Canberra 2004 Canberra, Australia Terra rossa $25,000                        |            |           |               |                  |
| 27 settembre | Porto Open 2004 Porto, Portogallo Terra rossa $25,000                                            |            |           |               |                  |
| 27 settembre | Porto Open 2004 Porto, Portogallo Terra rossa $25,000                                            |            |           |               |                  |

## Ottobre
| Settimana  | Torneo                                                                                         | Vincitrice | Finalista | Semifinaliste | Quarti di finale |
| ---------- | ---------------------------------------------------------------------------------------------- | ---------- | --------- | ------------- | ---------------- |
| 4 ottobre  | Governor's Cup Lagos 2004 Lagos, Nigeria Cemento $25,000                                       |            |           |               |                  |
| 4 ottobre  | Governor's Cup Lagos 2004 Lagos, Nigeria Cemento $25,000                                       |            |           |               |                  |
| 4 ottobre  | AEGON Pro Series Glasgow 2004 Glasgow, Gran Bretagna Cemento $25,000                           |            |           |               |                  |
| 4 ottobre  | AEGON Pro Series Glasgow 2004 Glasgow, Gran Bretagna Cemento $25,000                           |            |           |               |                  |
| 4 ottobre  | Open GDF SUEZ Nantes Atlantique 2004 Nantes, Francia Cemento $25,000                           |            |           |               |                  |
| 4 ottobre  | Open GDF SUEZ Nantes Atlantique 2004 Nantes, Francia Cemento $25,000                           |            |           |               |                  |
| 4 ottobre  | ITF Women's Circuit Lafayette 2004 Lafayette, USA Terra rossa $25,000                          |            |           |               |                  |
| 4 ottobre  | ITF Women's Circuit Lafayette 2004 Lafayette, USA Terra rossa $25,000                          |            |           |               |                  |
| 4 ottobre  | Open Catalunya 2004 Gerona, Spagna Terra rossa $75,000                                         |            |           |               |                  |
| 4 ottobre  | Open Catalunya 2004 Gerona, Spagna Terra rossa $75,000                                         |            |           |               |                  |
| 4 ottobre  | Latina Women's Cup 2004 Latina, Italia Terra rossa $50,000                                     |            |           |               |                  |
| 4 ottobre  | Latina Women's Cup 2004 Latina, Italia Terra rossa $50,000                                     |            |           |               |                  |
| 4 ottobre  | Royal Cup 2004 Podgorica, Serbia e Montenegro Terra rossa $10,000                              |            |           |               |                  |
| 4 ottobre  | Royal Cup 2004 Podgorica, Serbia e Montenegro Terra rossa $10,000                              |            |           |               |                  |
| 4 ottobre  | Dubrovnik Open 2004 Ragusa, Croazia Terra rossa $10,000                                        |            |           |               |                  |
| 4 ottobre  | Dubrovnik Open 2004 Ragusa, Croazia Terra rossa $10,000                                        |            |           |               |                  |
| 4 ottobre  | ITF Women's Circuit Juarez 2004 Ciudad Juárez, Messico Terra rossa $25,000                     |            |           |               |                  |
| 4 ottobre  | ITF Women's Circuit Juarez 2004 Ciudad Juárez, Messico Terra rossa $25,000                     |            |           |               |                  |
| 11 ottobre | ITF Women's Circuit Messico City 2004 Città del Messico, Messico Cemento $25,000               |            |           |               |                  |
| 11 ottobre | ITF Women's Circuit Messico City 2004 Città del Messico, Messico Cemento $25,000               |            |           |               |                  |
| 11 ottobre | ITF Women's Circuit Ashburn 2004 Ashburn, USA Cemento $50,000                                  |            |           |               |                  |
| 11 ottobre | ITF Women's Circuit Ashburn 2004 Ashburn, USA Cemento $50,000                                  |            |           |               |                  |
| 11 ottobre | AEGON Pro Series Sunderland 2004 Sunderland, Gran Bretagna Cemento $25,000                     |            |           |               |                  |
| 11 ottobre | AEGON Pro Series Sunderland 2004 Sunderland, Gran Bretagna Cemento $25,000                     |            |           |               |                  |
| 11 ottobre | Eteiron Cup 2004 Castel Gandolfo, Italia Terra rossa $10,000                                   |            |           |               |                  |
| 11 ottobre | Eteiron Cup 2004 Castel Gandolfo, Italia Terra rossa $10,000                                   |            |           |               |                  |
| 11 ottobre | SBS Open Herceg Novi 2004 Castelnuovo, Serbia e Montenegro Terra rossa $10,000                 |            |           |               |                  |
| 11 ottobre | SBS Open Herceg Novi 2004 Castelnuovo, Serbia e Montenegro Terra rossa $10,000                 |            |           |               |                  |
| 11 ottobre | Dubrovnik Open 2004 Ragusa, Croazia Terra rossa $10,000                                        |            |           |               |                  |
| 11 ottobre | Dubrovnik Open 2004 Ragusa, Croazia Terra rossa $10,000                                        |            |           |               |                  |
| 11 ottobre | Open GDF Suez de Touraine 2004 Joué-lès-Tours, Francia Sintetico $25,000                       |            |           |               |                  |
| 11 ottobre | Open GDF Suez de Touraine 2004 Joué-lès-Tours, Francia Sintetico $25,000                       |            |           |               |                  |
| 11 ottobre | ITF Women's Circuit Campo Grande 2004 Campo Grande, Brasile Terra rossa $10,000                |            |           |               |                  |
| 11 ottobre | ITF Women's Circuit Campo Grande 2004 Campo Grande, Brasile Terra rossa $10,000                |            |           |               |                  |
| 11 ottobre | Governor's Cup Lagos 2004 Lagos, Nigeria Cemento $25,000                                       |            |           |               |                  |
| 11 ottobre | Governor's Cup Lagos 2004 Lagos, Nigeria Cemento $25,000                                       |            |           |               |                  |
| 11 ottobre | ITF Women's Circuit Mackay 2004 Mackay, Australia Cemento $25,000                              |            |           |               |                  |
| 11 ottobre | ITF Women's Circuit Mackay 2004 Mackay, Australia Cemento $25,000                              |            |           |               |                  |
| 18 ottobre | Governor's Cup Lagos 2004 Lagos, Nigeria Cemento $10,000                                       |            |           |               |                  |
| 18 ottobre | Governor's Cup Lagos 2004 Lagos, Nigeria Cemento $10,000                                       |            |           |               |                  |
| 18 ottobre | ITF Women's Circuit Haibara 2004 Haibara, Giappone Sintetico $25,000                           |            |           |               |                  |
| 18 ottobre | ITF Women's Circuit Haibara 2004 Haibara, Giappone Sintetico $25,000                           |            |           |               |                  |
| 18 ottobre | AEGON Pro Series Bolton 2004 Bolton, Gran Bretagna Cemento $10,000                             |            |           |               |                  |
| 18 ottobre | AEGON Pro Series Bolton 2004 Bolton, Gran Bretagna Cemento $10,000                             |            |           |               |                  |
| 18 ottobre | ITF Women's Circuit Goiania 2004 Goiânia, Brasile Terra rossa $10,000                          |            |           |               |                  |
| 18 ottobre | ITF Women's Circuit Goiania 2004 Goiânia, Brasile Terra rossa $10,000                          |            |           |               |                  |
| 18 ottobre | Internacionales de Andalucía Femeninos 2004 Siviglia, Spagna Terra rossa $25,000               |            |           |               |                  |
| 18 ottobre | Internacionales de Andalucía Femeninos 2004 Siviglia, Spagna Terra rossa $25,000               |            |           |               |                  |
| 18 ottobre | ITF Women's Circuit Aguascalientes 2004 Aguascalientes, Messico Terra rossa $10,000            |            |           |               |                  |
| 18 ottobre | ITF Women's Circuit Aguascalientes 2004 Aguascalientes, Messico Terra rossa $10,000            |            |           |               |                  |
| 18 ottobre | Internazionali Città di Settimo San Pietro 2004 Settimo San Pietro, Italia Terra rossa $10,000 |            |           |               |                  |
| 18 ottobre | Internazionali Città di Settimo San Pietro 2004 Settimo San Pietro, Italia Terra rossa $10,000 |            |           |               |                  |
| 18 ottobre | ITF Women's Circuit Salta 2004 Salta, Argentina Terra rossa $10,000                            |            |           |               |                  |
| 18 ottobre | ITF Women's Circuit Salta 2004 Salta, Argentina Terra rossa $10,000                            |            |           |               |                  |
| 18 ottobre | ITF Women's Circuit Cary 2004 Cary, USA Cemento $50,000                                        |            |           |               |                  |
| 18 ottobre | ITF Women's Circuit Cary 2004 Cary, USA Cemento $50,000                                        |            |           |               |                  |
| 18 ottobre | Open International de la Ville de Saint Raphael 2004 Saint-Raphaël, Francia Cemento $50,000    |            |           |               |                  |
| 18 ottobre | Open International de la Ville de Saint Raphael 2004 Saint-Raphaël, Francia Cemento $50,000    |            |           |               |                  |
| 18 ottobre | Rockhampton Tennis International 2004 Rockhampton, Australia Cemento $25,000                   |            |           |               |                  |
| 18 ottobre | Rockhampton Tennis International 2004 Rockhampton, Australia Cemento $25,000                   |            |           |               |                  |
| 18 ottobre | Vinhos do Alentejo Ladies Open 2004 Évora, Portogallo Cemento $10,000                          |            |           |               |                  |
| 18 ottobre | Vinhos do Alentejo Ladies Open 2004 Évora, Portogallo Cemento $10,000                          |            |           |               |                  |
| 25 ottobre | ITF Women's Circuit Los Mochis 2004 Los Mochis, Messico Terra rossa $10,000                    |            |           |               |                  |
| 25 ottobre | ITF Women's Circuit Los Mochis 2004 Los Mochis, Messico Terra rossa $10,000                    |            |           |               |                  |
| 25 ottobre | Belarus Ladies Open 2004 Minsk, Bielorussia Sintetico $25,000                                  |            |           |               |                  |
| 25 ottobre | Belarus Ladies Open 2004 Minsk, Bielorussia Sintetico $25,000                                  |            |           |               |                  |
| 25 ottobre | ITF Women's Circuit Florianopolis 2004 Florianópolis, Brasile Terra rossa $10,000              |            |           |               |                  |
| 25 ottobre | ITF Women's Circuit Florianopolis 2004 Florianópolis, Brasile Terra rossa $10,000              |            |           |               |                  |
| 25 ottobre | AEGON Pro Series Nottingham 2004 Nottingham, Gran Bretagna Cemento $25,000                     |            |           |               |                  |
| 25 ottobre | AEGON Pro Series Nottingham 2004 Nottingham, Gran Bretagna Cemento $25,000                     |            |           |               |                  |
| 25 ottobre | Republican Girls 2004 Istanbul, Turchia Cemento $25,000                                        |            |           |               |                  |
| 25 ottobre | Republican Girls 2004 Istanbul, Turchia Cemento $25,000                                        |            |           |               |                  |
| 25 ottobre | Internazionali Città di Quartu Sant'Elena 2004 Quartu Sant'Elena, Italia Cemento $10,000       |            |           |               |                  |
| 25 ottobre | Internazionali Città di Quartu Sant'Elena 2004 Quartu Sant'Elena, Italia Cemento $10,000       |            |           |               |                  |
| 25 ottobre | ITF Women's Circuit Taipei 2004 Taipei, Taiwan Cemento $10,000                                 |            |           |               |                  |
| 25 ottobre | ITF Women's Circuit Taipei 2004 Taipei, Taiwan Cemento $10,000                                 |            |           |               |                  |
| 25 ottobre | Rakuten Japan Open 2004 Tokyo, Giappone Cemento $10,000                                        |            |           |               |                  |
| 25 ottobre | Rakuten Japan Open 2004 Tokyo, Giappone Cemento $10,000                                        |            |           |               |                  |
| 25 ottobre | ITF Women's Circuit Shenzhen 2004 Shenzhen, Cina Cemento $50,000                               |            |           |               |                  |
| 25 ottobre | ITF Women's Circuit Shenzhen 2004 Shenzhen, Cina Cemento $50,000                               |            |           |               |                  |
| 25 ottobre | Governor's Cup Lagos 2004 Lagos, Nigeria Cemento $10,000                                       |            |           |               |                  |
| 25 ottobre | Governor's Cup Lagos 2004 Lagos, Nigeria Cemento $10,000                                       |            |           |               |                  |
| 25 ottobre | NECC ITF Women's Tennis Tournament 2004 Pune, India Cemento $10,000                            |            |           |               |                  |
| 25 ottobre | NECC ITF Women's Tennis Tournament 2004 Pune, India Cemento $10,000                            |            |           |               |                  |

## Novembre
| Settimana   | Torneo                                                                                        | Vincitrice | Finalista | Semifinaliste | Quarti di finale |
| ----------- | --------------------------------------------------------------------------------------------- | ---------- | --------- | ------------- | ---------------- |
| 1º novembre | ITF Women's Circuit Mumbai 2004 Mumbai, India Cemento $25,000                                 |            |           |               |                  |
| 1º novembre | ITF Women's Circuit Mumbai 2004 Mumbai, India Cemento $25,000                                 |            |           |               |                  |
| 1º novembre | ITF Women's Circuit Salta 2004 Salta, Argentina Terra rossa $10,000                           |            |           |               |                  |
| 1º novembre | ITF Women's Circuit Salta 2004 Salta, Argentina Terra rossa $10,000                           |            |           |               |                  |
| 1º novembre | ITF Women's Circuit Sutama 2004 Sutama, Giappone Terra rossa $25,000                          |            |           |               |                  |
| 1º novembre | ITF Women's Circuit Sutama 2004 Sutama, Giappone Terra rossa $25,000                          |            |           |               |                  |
| 1º novembre | Smart ITF Women's Circuit Manila 2004 Manila, Filippine Terra rossa $10,000                   |            |           |               |                  |
| 1º novembre | Smart ITF Women's Circuit Manila 2004 Manila, Filippine Terra rossa $10,000                   |            |           |               |                  |
| 1º novembre | ITF Women's Circuit Villenave D'Ornon 2004 Villenave-d'Ornon, Francia Terra rossa $10,000     |            |           |               |                  |
| 1º novembre | ITF Women's Circuit Villenave D'Ornon 2004 Villenave-d'Ornon, Francia Terra rossa $10,000     |            |           |               |                  |
| 1º novembre | ITF Women's Circuit Rome-Canottieri 2004 Roma-Canottieri, Italia Terra rossa $10,000          |            |           |               |                  |
| 1º novembre | ITF Women's Circuit Rome-Canottieri 2004 Roma-Canottieri, Italia Terra rossa $10,000          |            |           |               |                  |
| 1º novembre | Trofeo THB 2004 Maiorca, Spagna Terra rossa $10,000                                           |            |           |               |                  |
| 1º novembre | Trofeo THB 2004 Maiorca, Spagna Terra rossa $10,000                                           |            |           |               |                  |
| 1º novembre | ITF Women's Circuit Shenzhen 2004 Shenzhen, Cina Cemento $50,000                              |            |           |               |                  |
| 1º novembre | ITF Women's Circuit Shenzhen 2004 Shenzhen, Cina Cemento $50,000                              |            |           |               |                  |
| 1º novembre | Stockholm Ladies 2004 Stoccolma, Svezia Cemento $10,000                                       |            |           |               |                  |
| 1º novembre | Stockholm Ladies 2004 Stoccolma, Svezia Cemento $10,000                                       |            |           |               |                  |
| 1º novembre | Tarkett Open 2004 Sint-Katelijne-Waver, Belgio Cemento $25,000                                |            |           |               |                  |
| 1º novembre | Tarkett Open 2004 Sint-Katelijne-Waver, Belgio Cemento $25,000                                |            |           |               |                  |
| 8 novembre  | ITF Women's Circuit Pittsburgh 2004 Pittsburgh, USA Cemento $50,000                           |            |           |               |                  |
| 8 novembre  | ITF Women's Circuit Pittsburgh 2004 Pittsburgh, USA Cemento $50,000                           |            |           |               |                  |
| 8 novembre  | Nyrstar Port Pirie Tennis International 2004 Port Pirie, Australia Cemento $25,000            |            |           |               |                  |
| 8 novembre  | Nyrstar Port Pirie Tennis International 2004 Port Pirie, Australia Cemento $25,000            |            |           |               |                  |
| 8 novembre  | Torneo SET-IB 2004 Maiorca, Spagna Terra rossa $10,000                                        |            |           |               |                  |
| 8 novembre  | Torneo SET-IB 2004 Maiorca, Spagna Terra rossa $10,000                                        |            |           |               |                  |
| 8 novembre  | Open du Havre 2004 Le Havre, Francia Terra rossa $10,000                                      |            |           |               |                  |
| 8 novembre  | Open du Havre 2004 Le Havre, Francia Terra rossa $10,000                                      |            |           |               |                  |
| 8 novembre  | Smart ITF Women's Circuit 2 2004 Manila, Filippine Terra rossa $10,000                        |            |           |               |                  |
| 8 novembre  | Smart ITF Women's Circuit 2 2004 Manila, Filippine Terra rossa $10,000                        |            |           |               |                  |
| 8 novembre  | Vanessa Phillips Women's Tournament 2004 Ramat HaSharon, Israele Cemento $10,000              |            |           |               |                  |
| 8 novembre  | Vanessa Phillips Women's Tournament 2004 Ramat HaSharon, Israele Cemento $10,000              |            |           |               |                  |
| 8 novembre  | ITF Women's Circuit Messico City 2004 Città del Messico, Messico Cemento $10,000              |            |           |               |                  |
| 8 novembre  | ITF Women's Circuit Messico City 2004 Città del Messico, Messico Cemento $10,000              |            |           |               |                  |
| 15 novembre | Abierto Femenil de Tenis Puebla de Los Angeles 2004 Puebla, Messico Cemento $25,000           |            |           |               |                  |
| 15 novembre | Abierto Femenil de Tenis Puebla de Los Angeles 2004 Puebla, Messico Cemento $25,000           |            |           |               |                  |
| 15 novembre | Open Waterford Wedgwood 2004 Deauville, Francia Terra rossa $50,000                           |            |           |               |                  |
| 15 novembre | Open Waterford Wedgwood 2004 Deauville, Francia Terra rossa $50,000                           |            |           |               |                  |
| 15 novembre | Barcelona Ladies Open 2004 Barcellona, Spagna Terra rossa $25,000                             |            |           |               |                  |
| 15 novembre | Barcelona Ladies Open 2004 Barcellona, Spagna Terra rossa $25,000                             |            |           |               |                  |
| 15 novembre | ITF Women's Circuit Tucson 2004 Tucson, USA Cemento $50,000                                   |            |           |               |                  |
| 15 novembre | ITF Women's Circuit Tucson 2004 Tucson, USA Cemento $50,000                                   |            |           |               |                  |
| 15 novembre | ITF Women's Circuit Nuriootpa 2004 Nuriootpa, Australia Cemento $25,000                       |            |           |               |                  |
| 15 novembre | ITF Women's Circuit Nuriootpa 2004 Nuriootpa, Australia Cemento $25,000                       |            |           |               |                  |
| 15 novembre | Zentiva Czech Open 2004 Průhonice, Repubblica Ceca Cemento $25,000                            |            |           |               |                  |
| 15 novembre | Zentiva Czech Open 2004 Průhonice, Repubblica Ceca Cemento $25,000                            |            |           |               |                  |
| 22 novembre | Internationaux Féminins de la Vienne 2004 Poitiers, Francia Cemento $75,000                   |            |           |               |                  |
| 22 novembre | Internationaux Féminins de la Vienne 2004 Poitiers, Francia Cemento $75,000                   |            |           |               |                  |
| 22 novembre | City of Mount Gambier Blue Lake Women's Classic 2004 Mount Gambier, Australia Cemento $25,000 |            |           |               |                  |
| 22 novembre | City of Mount Gambier Blue Lake Women's Classic 2004 Mount Gambier, Australia Cemento $25,000 |            |           |               |                  |
| 22 novembre | ITF Femenil San Luis Potosí 2004 San Luis Potosí, Messico Cemento $25,000                     |            |           |               |                  |
| 22 novembre | ITF Femenil San Luis Potosí 2004 San Luis Potosí, Messico Cemento $25,000                     |            |           |               |                  |
| 22 novembre | ITF Women's Circuit Pretoria 2004 Pretoria, RSA Cemento $10,000                               |            |           |               |                  |
| 22 novembre | ITF Women's Circuit Pretoria 2004 Pretoria, RSA Cemento $10,000                               |            |           |               |                  |
| 22 novembre | ITF Women's Circuit Florianopolis 2 2004 Florianópolis, Brasile Terra rossa $10,000           |            |           |               |                  |
| 22 novembre | ITF Women's Circuit Florianopolis 2 2004 Florianópolis, Brasile Terra rossa $10,000           |            |           |               |                  |
| 22 novembre | Hart Open 2004 Opole, Polonia Sintetico $25,000                                               |            |           |               |                  |
| 22 novembre | Hart Open 2004 Opole, Polonia Sintetico $25,000                                               |            |           |               |                  |
| 22 novembre | ITF Women's Circuit Cairo 2004 Il Cairo, Egitto Terra rossa $10,000                           |            |           |               |                  |
| 22 novembre | ITF Women's Circuit Cairo 2004 Il Cairo, Egitto Terra rossa $10,000                           |            |           |               |                  |
| 29 novembre | ITF Women's Circuit Pretoria 2004 Pretoria, Sudafrica Cemento $10,000                         |            |           |               |                  |
| 29 novembre | ITF Women's Circuit Pretoria 2004 Pretoria, Sudafrica Cemento $10,000                         |            |           |               |                  |
| 29 novembre | Marjorie Sherman Women's Circuit 2004 Raanana, Israele Cemento $25,000                        |            |           |               |                  |
| 29 novembre | Marjorie Sherman Women's Circuit 2004 Raanana, Israele Cemento $25,000                        |            |           |               |                  |
| 29 novembre | ITF Women's Circuit Bangkok 2004 Bangkok, Thailandia Cemento $10,000                          |            |           |               |                  |
| 29 novembre | ITF Women's Circuit Bangkok 2004 Bangkok, Thailandia Cemento $10,000                          |            |           |               |                  |
| 29 novembre | ITF Women's Circuit Cairo 2004 Il Cairo, Egitto Terra rossa $10,000                           |            |           |               |                  |
| 29 novembre | ITF Women's Circuit Cairo 2004 Il Cairo, Egitto Terra rossa $10,000                           |            |           |               |                  |
| 29 novembre | ITF Women's Circuit Palm Beach Gardens 2004 Palm Beach Gardens, USA Terra rossa $50,000       |            |           |               |                  |
| 29 novembre | ITF Women's Circuit Palm Beach Gardens 2004 Palm Beach Gardens, USA Terra rossa $50,000       |            |           |               |                  |
| 29 novembre | Czech Indoor Open 2004 Průhonice, Repubblica Ceca Cemento $25,000                             |            |           |               |                  |
| 29 novembre | Czech Indoor Open 2004 Průhonice, Repubblica Ceca Cemento $25,000                             |            |           |               |                  |

## Dicembre
| Settimana   | Torneo                                                                          | Vincitrice | Finalista | Semifinaliste | Quarti di finale |
| ----------- | ------------------------------------------------------------------------------- | ---------- | --------- | ------------- | ---------------- |
| 6 dicembre  | Garuda Indonesia Championships Jakarta 2004 Giacarta, Indonesia Cemento $10,000 |            |           |               |                  |
| 6 dicembre  | Garuda Indonesia Championships Jakarta 2004 Giacarta, Indonesia Cemento $10,000 |            |           |               |                  |
| 6 dicembre  | ITF Women's Circuit Kolkata 2004 Calcutta, India Cemento $10,000                |            |           |               |                  |
| 6 dicembre  | ITF Women's Circuit Kolkata 2004 Calcutta, India Cemento $10,000                |            |           |               |                  |
| 6 dicembre  | ITF Women's Circuit Cairo 2004 Il Cairo, Egitto Terra rossa $10,000             |            |           |               |                  |
| 6 dicembre  | ITF Women's Circuit Cairo 2004 Il Cairo, Egitto Terra rossa $10,000             |            |           |               |                  |
| 13 dicembre | Deza Trophy 2004 Valašské Meziříčí, Repubblica Ceca Cemento $25,000             |            |           |               |                  |
| 13 dicembre | Deza Trophy 2004 Valašské Meziříčí, Repubblica Ceca Cemento $25,000             |            |           |               |                  |
| 13 dicembre | Garuda Indonesia Championships Jakarta 2004 Giacarta, Indonesia Cemento $10,000 |            |           |               |                  |
| 13 dicembre | Garuda Indonesia Championships Jakarta 2004 Giacarta, Indonesia Cemento $10,000 |            |           |               |                  |
| 13 dicembre | ITF Women's Circuit Gurgaon 2004 Gurgaon, India Terra rossa $10,000             |            |           |               |                  |
| 13 dicembre | ITF Women's Circuit Gurgaon 2004 Gurgaon, India Terra rossa $10,000             |            |           |               |                  |
| 13 dicembre | Città di Bergamo 2004 Bergamo, Italia Sintetico $50,000                         |            |           |               |                  |
| 13 dicembre | Città di Bergamo 2004 Bergamo, Italia Sintetico $50,000                         |            |           |               |                  |
| 13 dicembre | Al Habtoor Future Challenge 2004 Dubai, Emirati Arabi Uniti Cemento $75,000     |            |           |               |                  |
| 13 dicembre | Al Habtoor Future Challenge 2004 Dubai, Emirati Arabi Uniti Cemento $75,000     |            |           |               |                  |